# Agricultura
Agricultura é a prática de cultivar plantas e criar gado. Foi o principal desenvolvimento na ascensão da civilização humana sedentária, por meio da qual o uso de espécies domesticadas criou excedentes de alimentos que permitiram às pessoas viver nas cidades. A história da agricultura começou há milhares de anos. Depois de coletar grãos silvestres por pelo menos 105 mil anos, os primeiros agricultores começaram a plantá-los há cerca de 11,5 mil anos. Animais como porcos, ovelhas e bois foram domesticados há mais de 10 mil anos. As plantas foram cultivadas independentemente em pelo menos onze regiões do mundo. Desde o século XX, no entanto, a agricultura industrial baseada na monocultura em grande escala passou a dominar a produção agrícola, embora cerca de 2 bilhões de pessoas ainda dependiam da agricultura de subsistência.
Os principais produtos agrícolas podem ser agrupados em alimentos, fibras, combustíveis e matérias-primas (como a borracha). As classes de alimentos incluem cereais (grãos), vegetais, frutas, óleos, carnes, leite, ovos e fungos. Mais de um terço dos trabalhadores do mundo estão empregados na agricultura, perdendo apenas para o setor de serviços, embora nas últimas décadas a tendência global de diminuição do número de trabalhadores agrícolas continue, especialmente nos países em desenvolvimento onde a pequena propriedade está sendo superada pela agricultura industrial e pela mecanização, o que traz um enorme aumento no rendimento das culturas agrícolas.
A agronomia moderna, o melhoramento de plantas, os agroquímicos, como pesticidas e fertilizantes, e os desenvolvimentos tecnológicos aumentaram drasticamente o rendimento das culturas, mas causaram vastos danos ecológicos e ambientais. A criação seletiva e as práticas modernas na pecuária também aumentaram a produção de carne, mas levantaram preocupações sobre o bem-estar animal e os danos ambientais, como contribuições para o aquecimento global, esgotamento de aquíferos, desmatamento, resistência a antibióticos e outros tipos de poluição agrícola. A agricultura é a causa e é sensível à degradação ambiental, como perda de biodiversidade, desertificação, degradação do solo e aquecimento global, que podem causar diminuições no rendimento das culturas. Organismos geneticamente modificados são amplamente utilizados, embora alguns sejam proibidos em alguns países.

## Etimologia e alcance
A palavra agricultura é uma adaptação do latim agricultūra, de ager 'campo' e cultūra 'cultivo' ou 'crescimento'. Embora agricultura geralmente se refere às atividades humanas, certas espécies de formigas, cupins e besouros cultivam culturas há até 60 milhões de anos. A agricultura é definida com escopos variados, em seu sentido mais amplo, usando os recursos naturais para "produzir mercadorias que mantêm a vida, incluindo alimentos, fibras, produtos florestais, hortaliças e seus serviços relacionados". Assim definida, inclui a agricultura arvense, a horticultura, a pecuária e a silvicultura, mas a horticultura e a silvicultura são, na prática, muitas vezes excluídas. Também pode ser amplamente decomposto em agricultura de plantas, que diz respeito ao cultivo de plantas úteis, e agricultura animal, a produção de animais agrícolas.

## História

### Origens

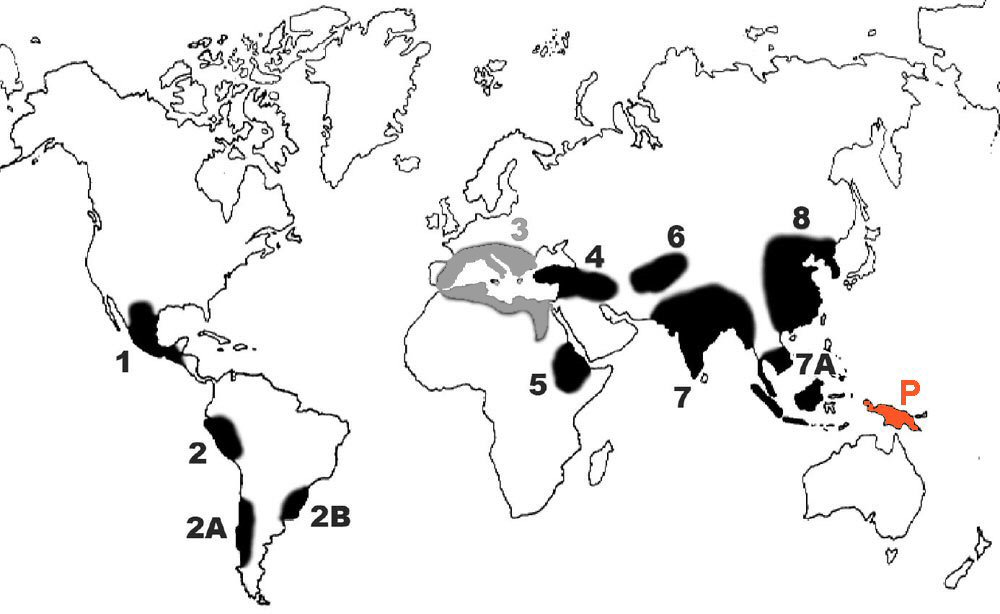
Centros de origem, numerados por Nikolai Vavilov na década de 1930. A área 3 (cinza) não é mais reconhecida como centro de origem, e a Nova Guiné (área P, laranja) foi identificada mais recentemente

O desenvolvimento da agricultura permitiu que a população humana crescesse muitas vezes mais do que poderia ser sustentado pela caça e coleta. A agricultura começou de forma independente em diferentes partes do mundo e incluiu uma gama diversificada de táxons, em pelo menos onze centros de origem independentes. Grãos selvagens foram coletados e comidos há pelo menos 105 000 anos. No Levante paleolítico, há 23 mil anos, o cultivo de cereais de farro, cevada e aveia foi observado perto do mar da Galileia. O arroz foi domesticado na China entre 11 500 e 6 200 a.C. com o cultivo mais antigo conhecido de 5 700 a.C., seguido por feijão mungo, soja e azuki. As ovelhas foram domesticadas na Mesopotâmia entre 13 mil e 11 mil anos atrás. O gado foi domesticado a partir dos auroques selvagens nas áreas da moderna Turquia e Paquistão há cerca de 10,5 mil anos. A domesticação de suínos surgiu na Eurásia, incluindo Europa, Leste Asiático e Sudoeste Asiático, onde o javali foi domesticado pela primeira vez há cerca de 10,5 mil anos. Nos Andes da América do Sul, a batata foi domesticada entre 10 mil e 7 mil anos atrás, junto com feijão, coca, lhamas, alpacas e porquinhos-da-índia. A cana-de-açúcar e alguns tubérculos foram domesticados na Nova Guiné há cerca de 9 mil anos. O sorgo foi domesticado na região do Sahel, na África, há 7 mil anos. O algodão foi domesticado no Peru há 5,6 mol anos e também foi domesticado independentemente na Eurásia. Na Mesoamérica, o teosinto selvagem foi criado em milho há 6 mil anos. Estudiosos ofereceram várias hipóteses para explicar as origens históricas da agricultura. Estudos sobre a transição de sociedades caçadoras-coletoras para sociedades agrícolas indicam um período inicial de intensificação e aumento do sedentarismo; exemplos são a cultura natufiana no Levante e o neolítico chinês primitivo na China. Então, plantas silvestres antes colhidas começaram a ser plantadas e, aos poucos, foram domesticadas.

### Civilizações

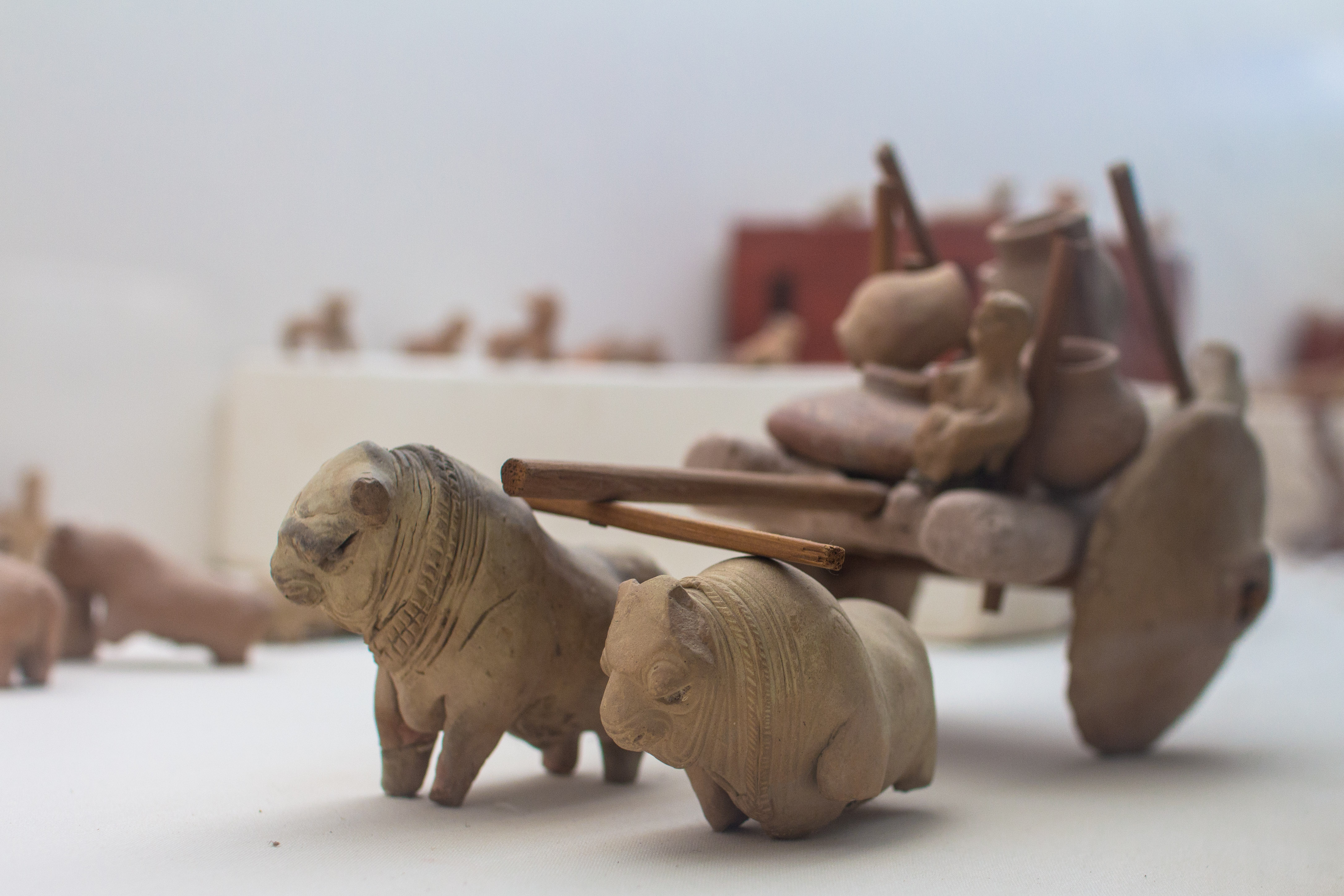
Modelo em barro e madeira de um carro de bois transportando produtos agrícolas em grandes vasos, Mohenjo-daro. O local foi abandonado no século XIX a.C.

Na Eurásia, os sumérios começaram a viver em aldeias por volta de 8 000 a.C., contando com os rios Tigre e Eufrates e um sistema de canais para irrigação. Os arados aparecem em pictogramas por volta de 3 000 a.C.; arados de sementes por volta de 2 300 a.C.. Os agricultores cultivavam trigo, cevada, vegetais como lentilhas e cebolas e frutas, incluindo tâmaras, uvas e figos. A agricultura egípcia antiga dependia do rio Nilo e de suas inundações sazonais. A agricultura começou no período pré-dinástico no final do Paleolítico, após 10 000 a.C. As culturas alimentares básicas eram grãos, como trigo e cevada, ao lado de culturas de manufaturas, como linho e papiro. Na Índia, trigo, cevada e jujuba foram domesticados por volta de 9 000 a.C., logo seguidos por ovelhas e cabras. Gado, ovelhas e cabras foram domesticados na cultura mergar por 8 000-6 000 a.C. O algodão foi cultivado pelo V-IV milênio a.C. Evidências arqueológicas indicam um arado puxado por animais de 2 500 a.C. na Civilização do Vale do Indo.
Na China, a partir do século V a.C. havia um sistema de celeiros em todo o país e uma agricultura de seda generalizada. Moinhos de grãos movidos a água estavam em uso no século I a.C., seguidos pela irrigação. No final do século II, arados pesados foram desenvolvidos com arados de ferro e aivecas. Estes se espalharam para o oeste através da Eurásia. O arroz asiático foi domesticado entre 8,2 mil e 13,5 mil anos atrás – dependendo da estimativa do relógio molecular que é usado – no Rio das Pérolas no sul da China com uma única origem genética do arroz selvagem Oryza rufipogon. Na Grécia e em Roma, os principais cereais eram trigo, esmeril e cevada, juntamente com vegetais, incluindo ervilhas, feijões e azeitonas. Ovinos e caprinos eram criados principalmente para produtos lácteos.

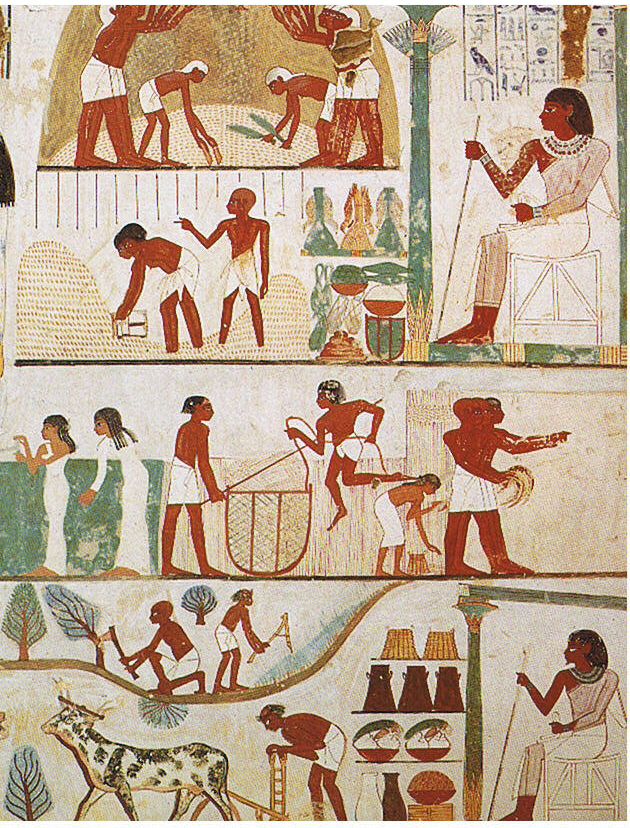
Cenas agrícolas de debulha, comércio e colheita de grãos com foices, escavação, corte de árvores e aração do antigo Egito. Tumba de Nakht, século XV a.C.

Nas Américas, as culturas domesticadas na Mesoamérica (além do teosinto) incluem abóbora, feijão e cacau. O cacau estava sendo domesticado pela cultura mayo-chinchipe do alto Amazonas por volta de 3 000 a.C. O peru provavelmente foi domesticado no atual México ou no sudoeste dos Estados Unidos. Os astecas desenvolveram sistemas de irrigação, formaram encostas em terraços, fertilizaram seu solo e desenvolveram chinampas ou ilhas artificiais. Os maias usaram extensos canais e sistemas de campo elevados para cultivar pântanos de 400 a.C. A coca foi domesticada nos Andes, assim como o amendoim, o tomate, o tabaco e o abacaxi. O algodão foi domesticado no Peru por volta de 3 600 a.C. Animais como lhamas, alpacas e porquinhos-da-índia também foram domesticados lá. Na América do Norte, os povos indígenas orientais domesticaram culturas como girassol, tabaco, abóbora e Chenopodium. Alimentos selvagens, incluindo arroz selvagem e açúcar de bordo, eram colhidos. O morango domesticado é um híbrido de uma espécie chilena e norte-americana, desenvolvida por cruzamentos na Europa e na América do Norte. Os povos indígenas do Sudoeste e do Noroeste do Pacífico praticavam a jardinagem florestal e a agricultura com varas de fogo. Os nativos controlavam o fogo em escala regional para criar uma ecologia de fogo de baixa intensidade que sustentava uma agricultura de baixa densidade em rotação solta; uma espécie de permacultura "selvagem". Um sistema de plantio companheiro chamado Três Irmãs foi desenvolvido na América do Norte. As três culturas eram abobrinha, milho e feijão.
Os indígenas australianos, há muito tempo considerados como caçadores-coletores nômades, praticavam queimadas sistemáticas possivelmente para aumentar a produtividade natural na agricultura com varas de fogo. Estudiosos apontaram que os caçadores-coletores precisam de um ambiente produtivo para apoiar a coleta sem cultivo. Como as florestas da Nova Guiné têm poucas plantas alimentícias, os primeiros humanos podem ter usado "queimadas seletivas" para aumentar a produtividade das árvores frutíferas selvagens de karuka para sustentar o modo de vida caçador-coletor.
Os gunditjmara e outros grupos desenvolveram sistemas de criação de enguias e captura de peixes há cerca de 5 mil anos. Há evidências de 'intensificação' em todo o continente durante esse período. Em duas regiões da Austrália, a costa centro-oeste e centro-leste, os primeiros agricultores cultivavam inhame, milheto nativo e cebolas do mato, possivelmente em assentamentos permanentes.

### Revolução

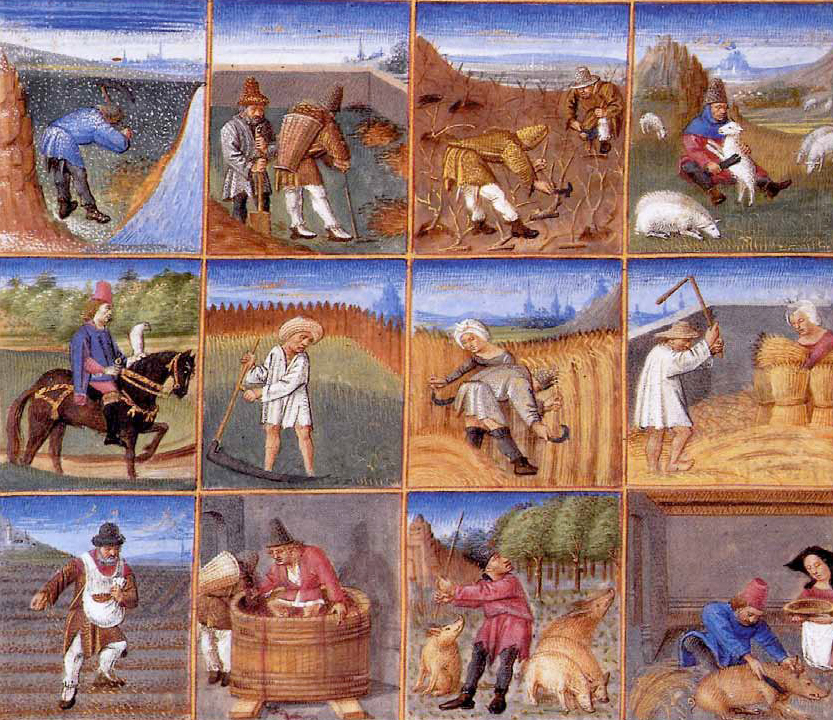
Calendário agrícola, c. 1470, de um manuscrito de Pietro de Crescenzi

Na Idade Média, em comparação com o período romano, a agricultura na Europa Ocidental tornou-se mais voltada para a autossuficiência. A população agrícola sob o sistema do feudalismo era tipicamente organizada em senhorias que consistiam em várias centenas de acres de terra presidida por um senhor feudal com uma igreja católica romana e um padre.
Graças ao intercâmbio com o Al-Andalus, onde a revolução agrícola árabe estava em curso, a agricultura europeia se transformou com técnicas aprimoradas e a difusão de plantas agrícolas, como a introdução de açúcar, arroz, algodão e árvores frutíferas (como a laranja).
Depois de 1492, a troca colombiana trouxe para a Europa culturas do Novo Mundo, como milho, batata, tomate, batata-doce e mandioca, e culturas do Velho Mundo, como trigo, cevada, arroz e nabos, além do gado (incluindo cavalos, gado, ovelhas e cabras) para as Américas.
A irrigação, a rotação de culturas e os fertilizantes avançaram a partir do século XVII com a Revolução Agrícola Britânica, permitindo que a população global aumentasse significativamente. Desde 1900, a agricultura nas nações desenvolvidas e, em menor grau, no mundo em desenvolvimento, tem passado por grandes aumentos na produtividade à medida que a mecanização substitui o trabalho humano e auxiliada por fertilizantes sintéticos, pesticidas e reprodução seletiva. O método Haber-Bosch permitiu a síntese de fertilizante de nitrato de amônio em escala industrial, aumentando consideravelmente o rendimento das colheitas e sustentando um aumento adicional da população global. A agricultura moderna levantou ou encontrou questões ecológicas, políticas e econômicas, incluindo poluição da água, biocombustíveis, organismos geneticamente modificados, tarifas e subsídios agrícolas, levando a abordagens alternativas. Na década de 1930, houve o Dust Bowl nos Estados Unidos com consequências trágicas para a economia local.

## Tipos

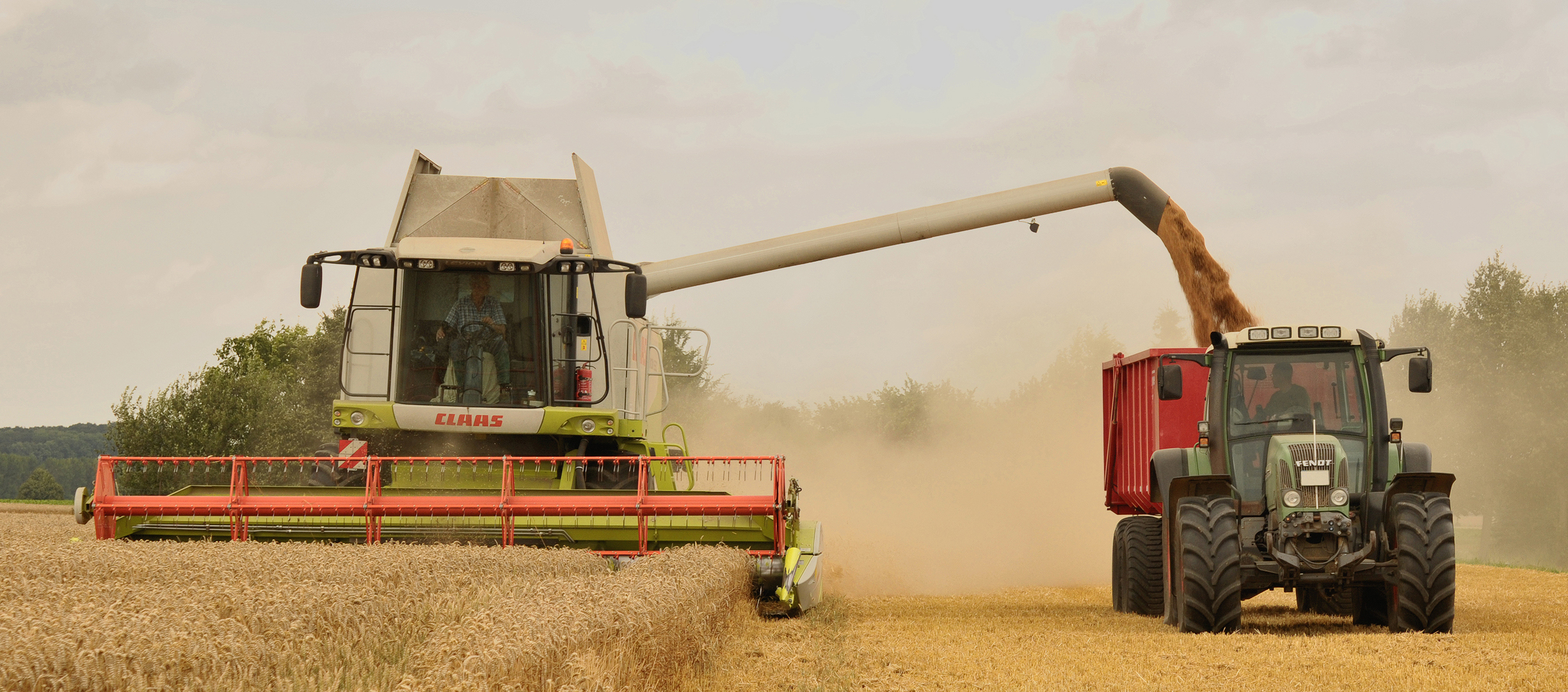
Colheita de trigo com ceifeira-debulhadora acompanhada de trator e reboque

A pastorícia envolve o manejo de animais domesticados. No caso do pastoreio nômade, os rebanhos de gado são movidos de um lugar para outro em busca de pastagem, forragem e água. Este tipo de agricultura é praticado principalmente em regiões áridas e semiáridas do Saara, Ásia Central e algumas partes da Índia.
No cultivo itinerante, uma pequena área de floresta é desmatada cortando e queimando as árvores ali existentes. A terra desmatada é usada para o cultivo por alguns anos até que o solo se torne muito infértil e a área seja abandonada. Outro pedaço de terra então é selecionado e o processo é repetido. Este tipo de agricultura é praticado principalmente em áreas com chuvas abundantes onde a floresta se regenera rapidamente. Essa prática é usada no nordeste da Índia, no sudeste da Ásia e na Bacia Amazônica.

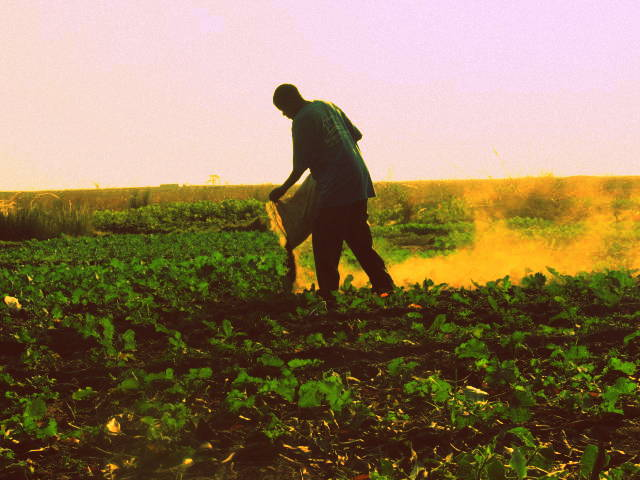
Homem espalhando estrume à mão na Zâmbia

A agricultura de subsistência é praticada apenas para satisfazer as necessidades familiares ou locais, com pouca sobra para ser transportada para outros lugares. É intensamente praticada nas áreas de monções da Ásia e no Sudeste Asiático. Estima-se que 2,5 bilhões de agricultores de subsistência trabalharam em 2018 em todo o mundo, cultivando cerca de 60% das terras aráveis do planeta.
A agricultura intensiva é o cultivo para maximizar a produtividade, com baixo índice de pousio e alto uso de insumos, como água, fertilizantes, pesticidas e automação. É praticado principalmente em países desenvolvidos.

## Agricultura contemporânea

### Estatuto

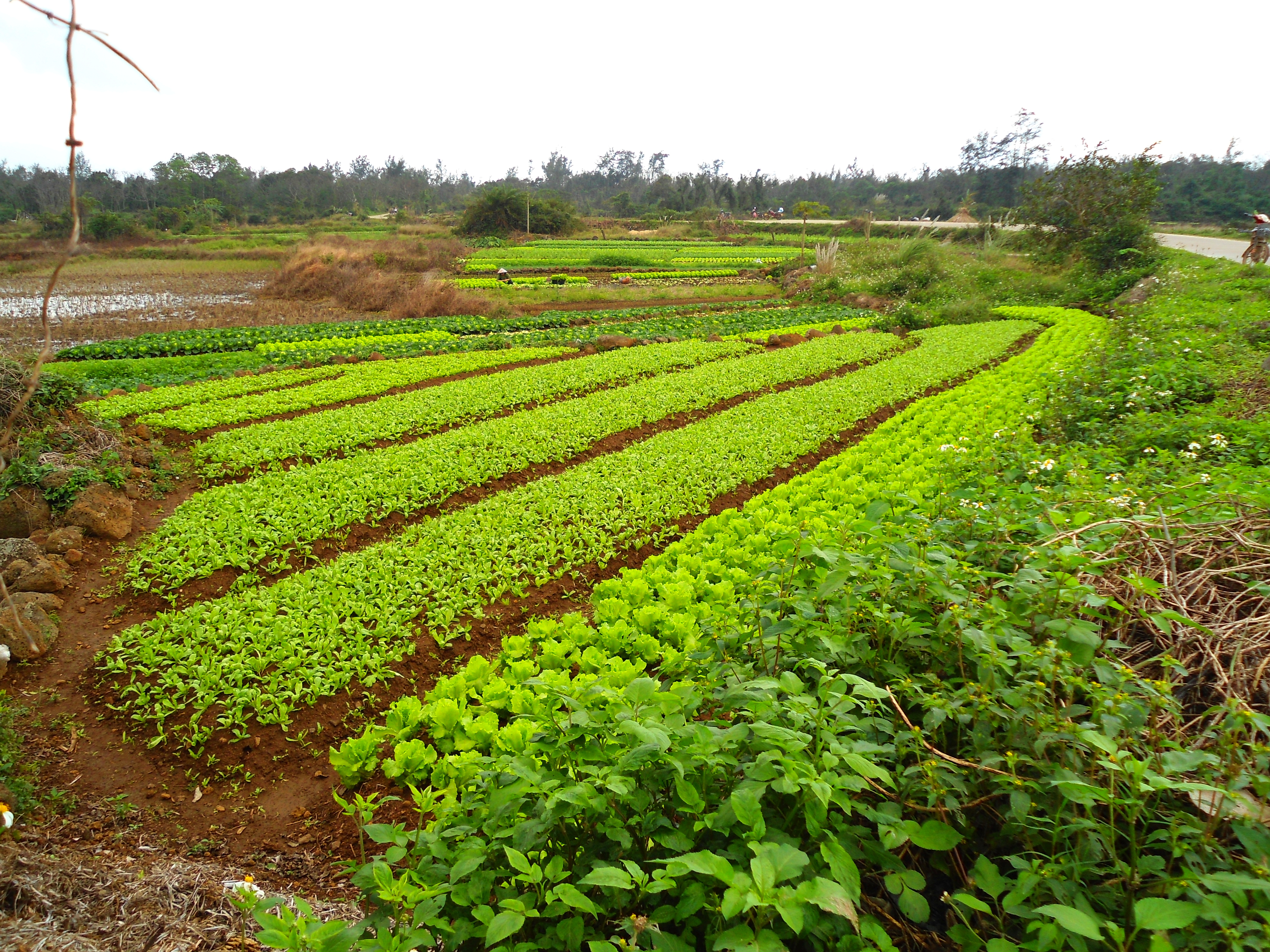
A China tem a maior produção agrícola do mundo

A partir do século XX, a agricultura intensiva aumentou a produtividade das lavouras. Substituiu a mão de obra por fertilizantes sintéticos e pesticidas, mas causou aumento da poluição da água e muitas vezes envolveu subsídios agrícolas. Nos últimos anos, houve uma reação contra os efeitos ambientais da agricultura convencional, resultando nos movimentos de agricultura orgânica, regenerativa e sustentável. Uma das principais forças por trás desse movimento foi a União Europeia, que primeiro certificou alimentos orgânicos em 1991 e iniciou a reforma de sua Política Agrícola Comum (PAC) em 2005 para eliminar gradualmente os subsídios agrícolas vinculados a commodities, também conhecido como dissociação. O crescimento da agricultura orgânica renovou a pesquisa em tecnologias alternativas, como manejo integrado de pragas, criação seletiva e agricultura em ambiente controlado. Recentes desenvolvimentos tecnológicos dominantes incluem alimentos geneticamente modificados. A demanda por cultivos de biocombustíveis não alimentares, o desenvolvimento de antigas terras agrícolas, o aumento dos custos de transporte, as mudanças climáticas, a crescente demanda do consumidor na China e na Índia e o crescimento populacional estão ameaçando a segurança alimentar em muitas partes do mundo. O Fundo Internacional de Desenvolvimento Agrícola postula que um aumento da agricultura familiar pode ser parte da solução para as preocupações com os preços dos alimentos e a segurança alimentar em geral, dada a experiência favorável do Vietnã. A degradação do solo e doenças como a ferrugem do caule são as principais preocupações em todo o mundo; aproximadamente 40% das terras agrícolas do mundo estão seriamente degradadas. Em 2015, a produção agrícola da China era a maior do mundo, seguida pela União Europeia, Índia e Estados Unidos. Os economistas medem a produtividade total dos fatores da agricultura e, por essa medida, a agricultura estadunidense é aproximadamente 1,7 vezes mais produtivo do que era em 1948.

### Trabalhadores

Na teoria dos três setores, a proporção de pessoas que trabalham na agricultura (barra verde em cada grupo) cai à medida que a economia se torna mais desenvolvida

Seguindo a teoria dos três setores, o número de pessoas empregadas na agricultura e outras atividades primárias (como a pesca) pode ser superior a 80% nos países menos desenvolvidos e inferior a 2% nos países mais desenvolvidos. Desde a Revolução Industrial, muitos países fizeram a transição para economias desenvolvidas e, como consequência, a proporção de pessoas que trabalham na agricultura tem caído constantemente. Por exemplo, durante o século XVI na Europa, entre 55 e 75% da população se dedicava à agricultura; no século XIX, esse número caiu para entre 35 e 65%. Nos mesmos países hoje, o número é inferior a 10%. No início do século XXI, cerca de um bilhão de pessoas, ou mais de 1/3 da força de trabalho disponível no planeta, estavam empregadas na agricultura. O setor constitui aproximadamente 70% do trabalho infantil e, em muitos países, emprega a maior porcentagem de mulheres do que qualquer outro setor da economia. O setor de serviços ultrapassou o setor agrícola como o maior empregador global em 2007.

### Segurança

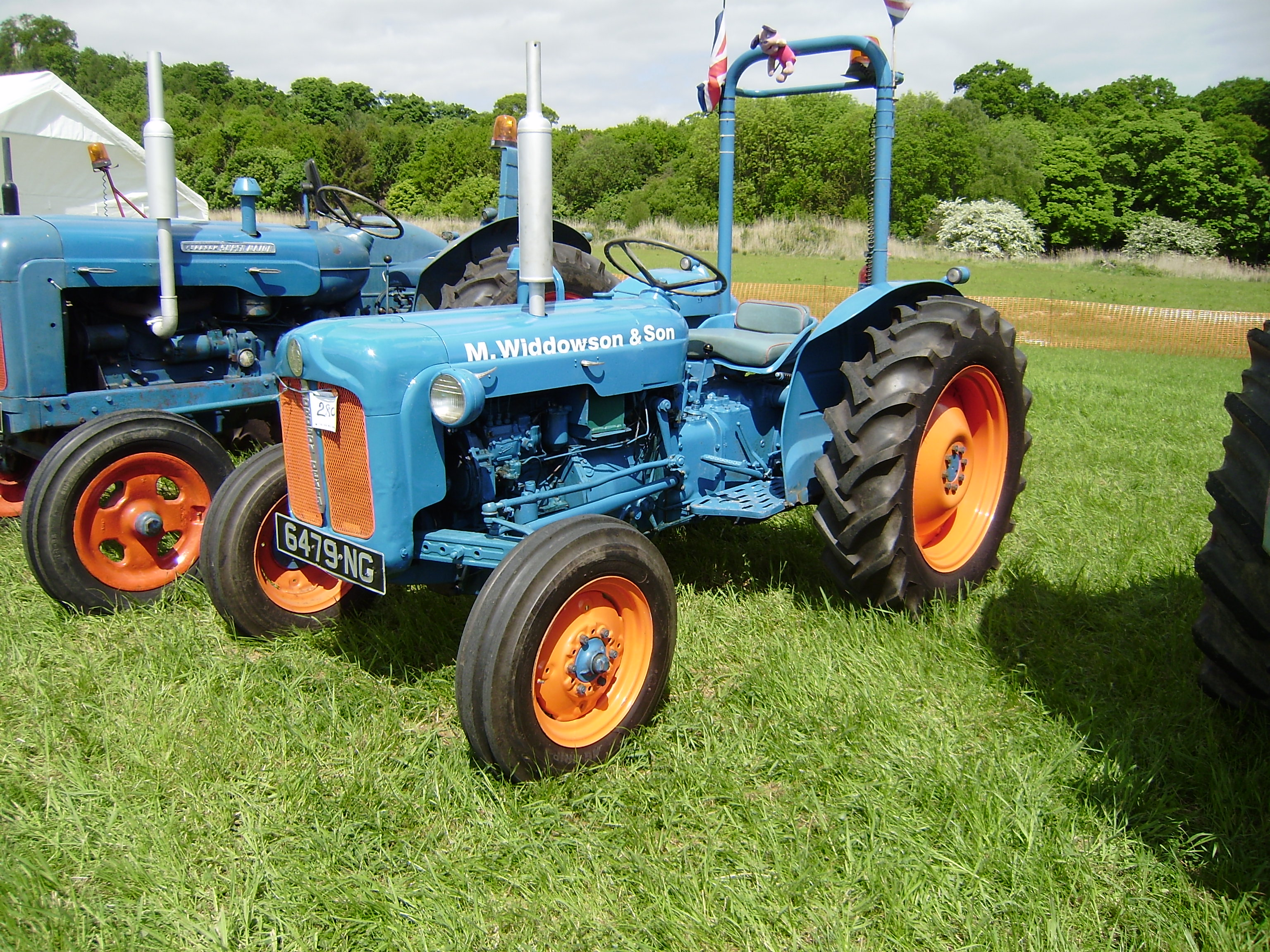
Barra de proteção contra capotamento adaptada a um trator Fordson de meados do século XX

A agricultura continua sendo uma indústria perigosa e os agricultores em todo o mundo continuam em alto risco de lesões relacionadas ao trabalho, doenças pulmonares, perda auditiva induzida por ruído, doenças de pele, bem como certos tipos de câncer relacionados ao uso de produtos químicos e exposição prolongada ao sol. Em fazendas industrializadas, as lesões frequentemente envolvem o uso de máquinas agrícolas e uma causa comum de lesões agrícolas fatais em países desenvolvidos são capotamentos de tratores. Pesticidas e outros produtos químicos usados na agricultura podem ser perigosos para a saúde dos trabalhadores que podem adoecer ou ter filhos com defeitos congênitos. Como uma indústria em que as famílias geralmente compartilham o trabalho e vivem na própria fazenda, famílias inteiras podem estar em risco de lesões, doenças e morte. Crianças com idades entre 0 e 6 anos podem ser especialmente vulneráveis na agricultura; causas comuns de lesões fatais entre jovens trabalhadores agrícolas incluem afogamento e acidentes com máquinas e veículos.
A Organização Internacional do Trabalho considera a agricultura "um dos setores econômicos mais perigosos" da economia. Estima-se que o número anual de mortes relacionadas ao trabalho agrícola seja de pelo menos 170 mil, o dobro da taxa média de outros empregos. Além disso, as incidências de morte, lesões e doenças relacionadas às atividades agrícolas muitas vezes não são relatadas. A organização desenvolveu a Convenção de Segurança e Saúde na Agricultura de 2001, que cobre a gama de riscos na ocupação agrícola, a prevenção desses riscos e o papel que indivíduos e organizações envolvidas na agricultura devem desempenhar.
Nos Estados Unidos, a agricultura foi identificada pelo Instituto Nacional de Segurança e Saúde Ocupacional como um setor industrial prioritário na Agenda Nacional de Pesquisa Ocupacional para identificar e fornecer estratégias de intervenção para questões de saúde e segurança ocupacional. Na União Europeia, a Agência Europeia para a Segurança e a Saúde no Trabalho emitiu diretrizes de saúde e segurança na agricultura, pecuária, horticultura e silvicultura. O Conselho de Saúde e Segurança Agrícola da América (ASHCA, sigla em inglês) também realiza uma cúpula anual para discutir a segurança.

## Produção
A produção geral varia de acordo com o país, conforme listado abaixo:

Valor da produção agrícola por país, 2016

| Maiores produtores agrícolas (2016) | Maiores produtores agrícolas (2016) | Maiores produtores agrícolas (2016) |
| ----------------------------------- | ----------------------------------- | ----------------------------------- |
| País                                | Produção (em bilhões de dólares)    |                                     |
| China                               | 1 229                               |                                     |
| Índia                               | 358                                 |                                     |
| União Europeia                      | 349                                 |                                     |
| Estados Unidos                      | 327                                 |                                     |
| Brasil                              | 165                                 |                                     |
| Indonésia                           | 137                                 |                                     |
| Japão                               | 87                                  |                                     |
| Rússia                              | 70                                  |                                     |
| Turquia                             | 66                                  |                                     |
| Fonte:                              |                                     |                                     |

### Sistemas de cultivo

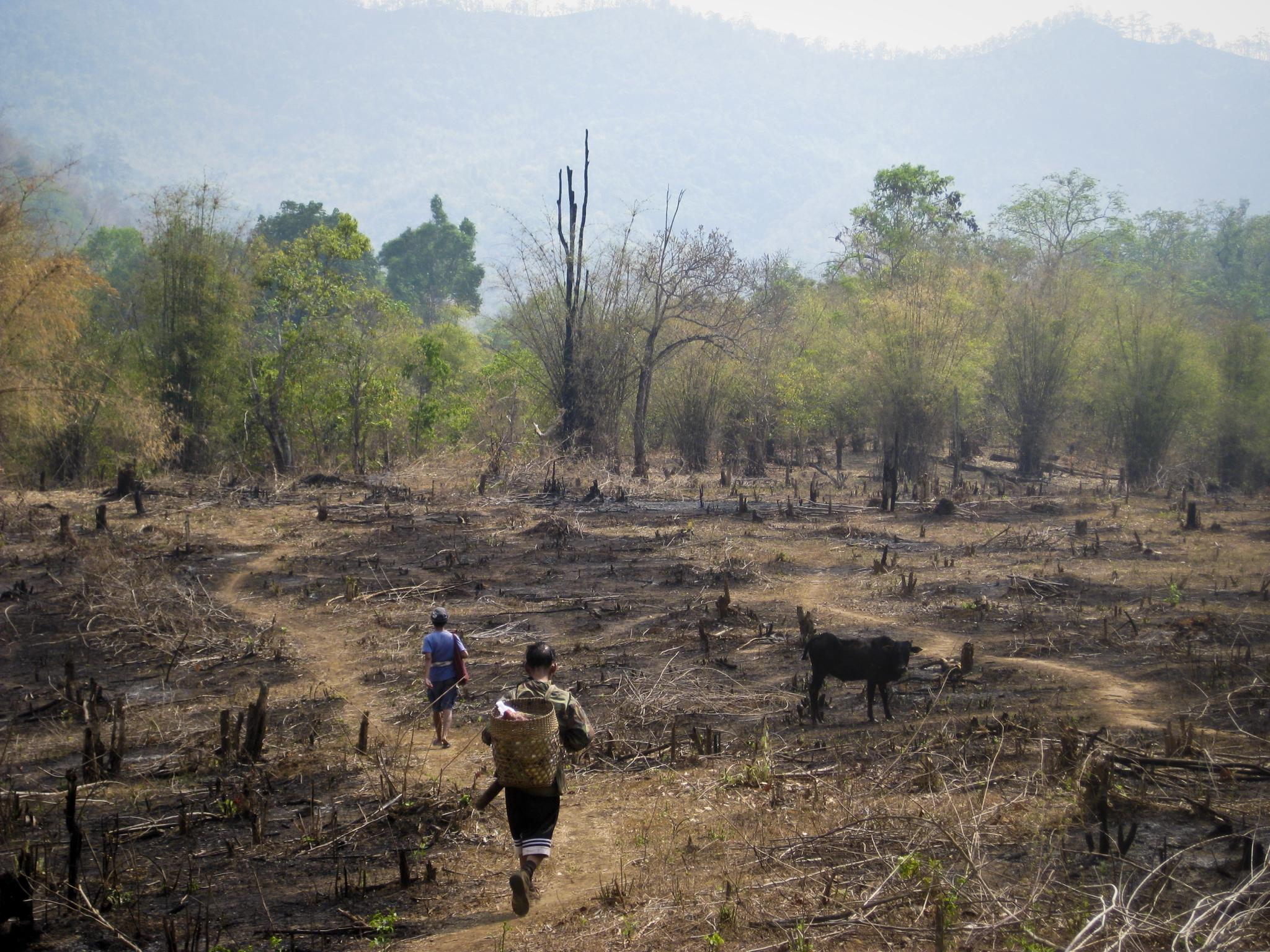
Queimada de cultivo itinerante, Tailândia

Os sistemas de cultivo variam entre as fazendas dependendo dos recursos e restrições disponíveis; geografia e clima da fazenda; política do governo; pressões econômicas, sociais e políticas; e a filosofia e cultura do agricultor.
O cultivo itinerante (ou queimada) é um sistema no qual as florestas são queimadas, liberando nutrientes para apoiar o cultivo de culturas anuais e depois perenes por um período de vários anos. Em seguida, a parcela é deixada em pousio para replantar a floresta e o agricultor se muda para uma nova parcela de terra, retornando depois de muitos anos (10-20 anos). Este período de pousio é encurtado se a densidade populacional aumenta, exigindo a entrada de nutrientes (fertilizante ou esterco) e algum controle manual de pragas. O cultivo anual é a próxima fase de intensidade em que não há período de pousio. Isso requer ainda mais nutrientes e insumos de controle de pragas.

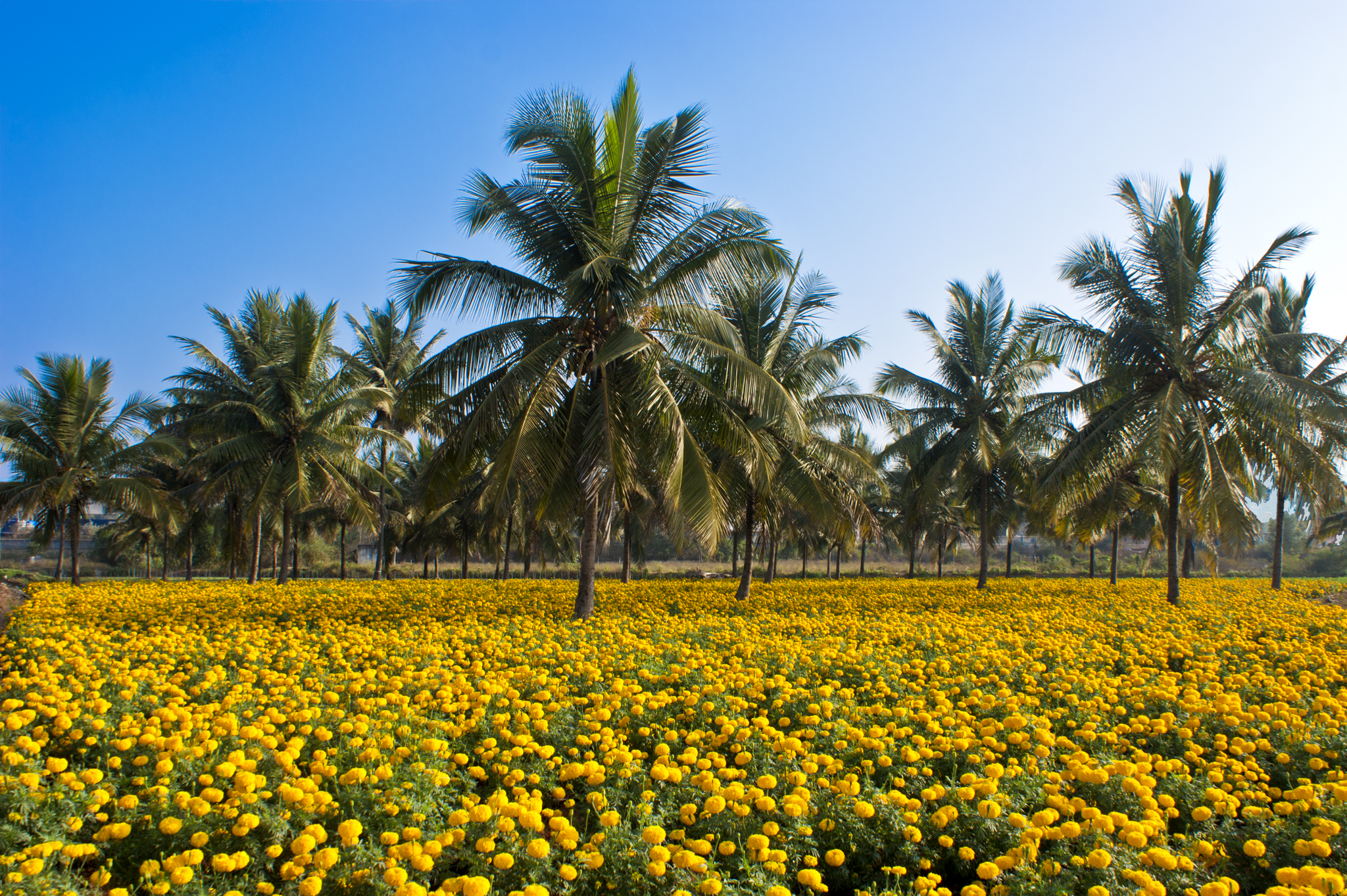
Interplantação de coco e calêndula, México

A industrialização posterior levou ao uso de monoculturas, quando uma cultivar é plantada em uma grande área. Devido à baixa biodiversidade, o uso de nutrientes é uniforme e as pragas tendem a se acumular, necessitando de maior uso de pesticidas e fertilizantes. O cultivo múltiplo, no qual várias culturas são cultivadas sequencialmente em um ano, e o interplantação, quando várias culturas são cultivadas ao mesmo tempo, são outros tipos de sistemas de cultivo anual conhecidos como policulturas.
Em ambientes subtropicais e áridos, o tempo e a extensão da agricultura podem ser limitados pelas chuvas, não permitindo múltiplas colheitas anuais em um ano ou exigindo irrigação. Em todos esses ambientes são cultivadas culturas perenes (café, chocolate) e são praticados sistemas como o agroflorestal. Em ambientes temperados, onde os ecossistemas eram predominantemente pastagens ou pradarias, a agricultura anual altamente produtiva é o sistema agrícola dominante.
Categorias importantes de culturas alimentares incluem cereais, leguminosas, forragens, frutas e legumes. As fibras naturais incluem algodão, lã, cânhamo, seda e linho. Culturas específicas são cultivadas em regiões de cultivo distintas em todo o mundo. A produção está listada em milhões de toneladas métricas, com base nas estimativas da Organização das Nações Unidas para Alimentação e Agricultura (FAO).
| Principais produtos agrícolas, por culturas individuais (milhões de toneladas) dados de 2011 | Principais produtos agrícolas, por culturas individuais (milhões de toneladas) dados de 2011 |
| -------------------------------------------------------------------------------------------- | -------------------------------------------------------------------------------------------- |
| Cana-de-açúcar                                                                               | 1794                                                                                         |
| Milho                                                                                        | 883                                                                                          |
| Arroz                                                                                        | 722                                                                                          |
| Trigo                                                                                        | 704                                                                                          |
| Batata                                                                                       | 374                                                                                          |
| Beterraba sacarina                                                                           | 271                                                                                          |
| Soja                                                                                         | 260                                                                                          |
| Mandioca                                                                                     | 252                                                                                          |
| Tomate                                                                                       | 159                                                                                          |
| Cevada                                                                                       | 134                                                                                          |
| Fonte: Organização das Nações Unidas para Agricultura e Alimentação                          |                                                                                              |

### Sistemas de produção pecuária

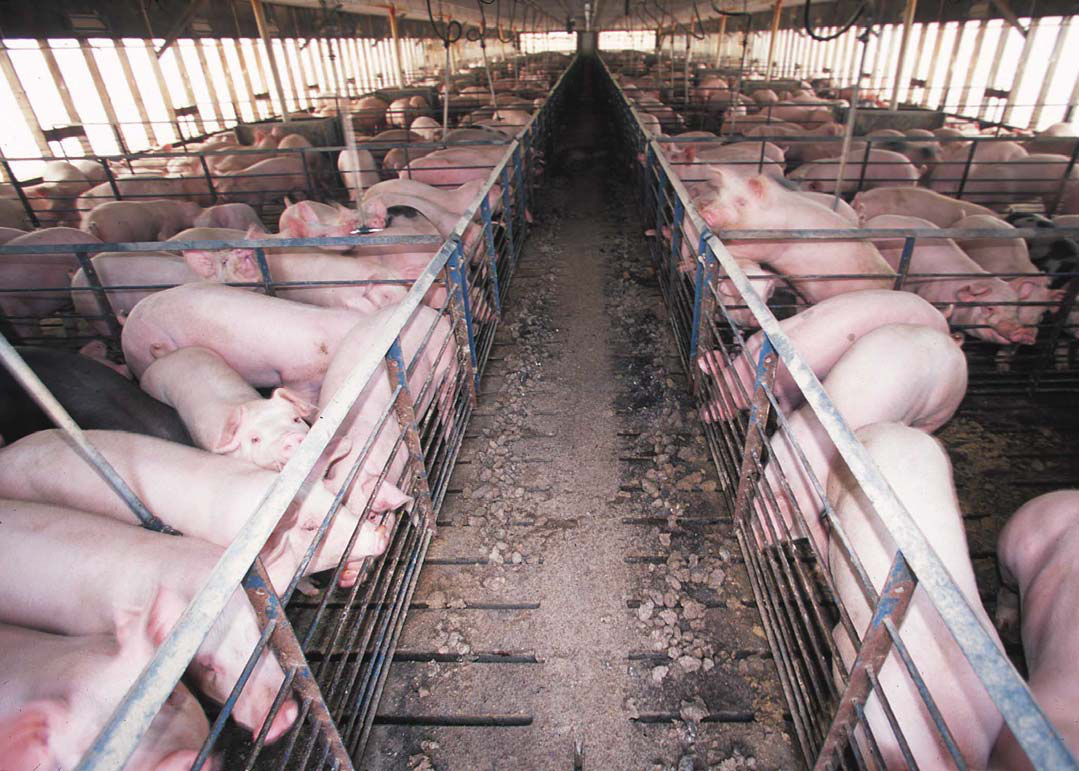
Porcos de criação intensiva

A pecuária é a criação e criação de animais para carne, leite, ovos ou lã, e para trabalho e transporte. Animais de trabalho, incluindo cavalos, mulas, bois, búfalos, camelos, lhamas, alpacas, burros e cães, são usados há séculos para ajudar a cultivar campos, colheitas, disputar outros animais e transportar produtos agrícolas até seus compradores.
Os sistemas de produção pecuária podem ser definidos com base na fonte de alimentação, como pastagem, misto e sem terra. Em 2010, 30% da área livre de gelo e água da Terra era usada para a produção de gado, com o setor empregando aproximadamente 1,3 bilhão de pessoas. Entre as décadas de 1960 e 2000, houve um aumento significativo da produção pecuária, tanto em número quanto em peso de carcaça, principalmente entre bovinos, suínos e frangos, que tiveram a produção aumentada em quase um fator de 10. Animais não voltados para consumo de carne, como vacas leiteiras e galinhas produtoras de ovos, também apresentaram aumentos significativos na produção. Espera-se que as populações globais de bovinos, ovinos e caprinos continuem a aumentar acentuadamente até 2050. A aquacultura ou piscicultura, a produção de pescado para consumo humano em operações confinadas, é um dos setores de produção de alimentos que mais cresce, crescendo em média 9% ao ano entre 1975 e 2007.
Durante a segunda metade do século XX, os produtores que utilizaram a criação seletiva concentraram-se na criação de raças de gado e mestiços que aumentassem a produção, ignorando principalmente a necessidade de preservar a diversidade genética. Esta tendência levou a uma diminuição significativa na diversidade genética e recursos entre as raças de gado, levando a uma diminuição correspondente na resistência a doenças e adaptações locais anteriormente encontradas entre as raças tradicionais.

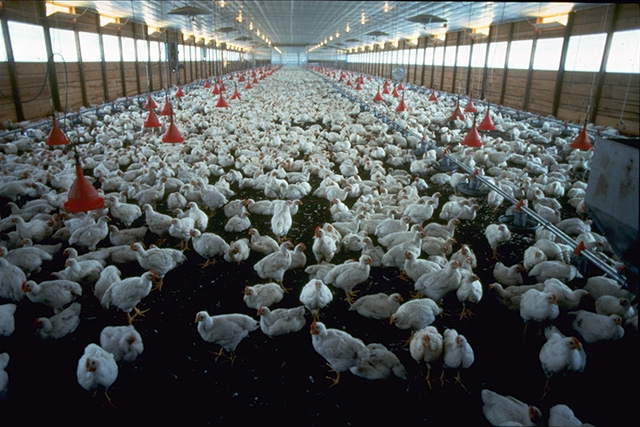
Criação intensiva de galinhas para carne em um aviário

A produção pecuária baseada em pastagens depende de material vegetal, como matagal e pastagens para alimentar animais ruminantes. No entanto, insumos externos podem ser usados e o estrume é devolvido diretamente ao pasto como uma importante fonte de nutrientes. Este sistema é particularmente importante em áreas onde a produção agrícola não é viável devido ao clima ou solo, representando 30 a 40 milhões de pastores. Os sistemas de produção mistos utilizam pastagens, culturas forrageiras e culturas de cereais como ração para gado ruminante e monogástrico (um estômago; principalmente galinhas e porcos). O estrume é normalmente reciclado em sistemas mistos como fertilizante para as culturas.
Os sistemas sem terra dependem da alimentação de fora da fazenda, representando a desvinculação da produção agrícola e pecuária encontrada mais predominantemente nos países membros da Organização para Cooperação e Desenvolvimento Econômico. Os fertilizantes sintéticos são mais utilizados para a produção agrícola e o uso de estrume torna-se um desafio, bem como uma fonte de poluição. Os países industrializados usam essas operações para produzir grande parte do suprimento global de aves e suínos. Os cientistas estimam que 75% do crescimento da produção pecuária entre 2003 e 2030 será em operações de alimentação de animais confinados, às vezes chamadas de criação industrial. Grande parte desse crescimento está acontecendo em países em desenvolvimento na Ásia, com quantidades muito menores de crescimento na África. Algumas das práticas utilizadas na produção pecuária comercial, incluindo o uso de hormônios de crescimento, são controversas.

### Práticas de produção

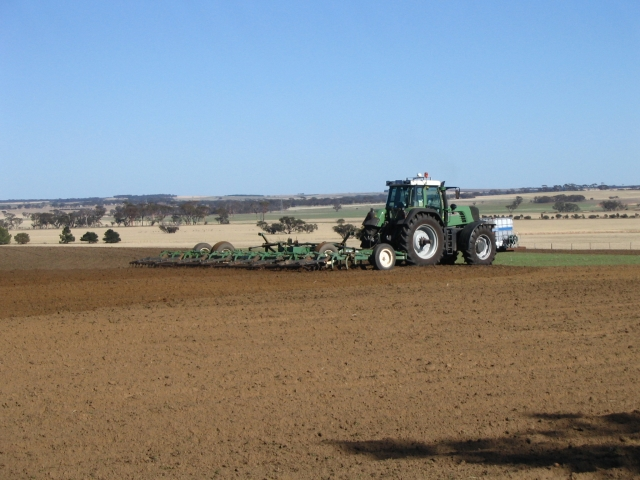
Máquina agrícola lavrando um campo arável

A lavoura é a prática de quebrar o solo com ferramentas como o arado ou a grade para preparar o plantio, a incorporação de nutrientes ou o controle de pragas. O preparo do solo varia em intensidade do convencional ao plantio direto. Pode melhorar a produtividade aquecendo o solo, incorporando fertilizantes e controlando ervas daninhas, mas também torna o solo mais propenso à erosão, desencadeia a decomposição de matéria orgânica liberando CO² e reduz a abundância e diversidade de organismos do solo.
O controle de pragas inclui o manejo de ervas daninhas, insetos, ácaros e doenças. São utilizadas práticas químicas (pesticidas), biológicas (biocontrole), mecânicas (cultivo) e culturais. As práticas culturais incluem rotação de culturas, abate, culturas de cobertura, cultivo intercalar, compostagem, prevenção e resistência. O manejo integrado de pragas tenta usar todos esses métodos para manter as populações de pragas abaixo do número que causaria perda econômica e recomenda pesticidas como último recurso.
O manejo de nutrientes inclui tanto a fonte de insumos de nutrientes para a produção agrícola e pecuária, quanto o método de uso do esterco produzido pelo gado. As entradas de nutrientes podem ser fertilizantes químicos inorgânicos, esterco, adubo verde, composto e minerais. O uso de nutrientes das culturas também pode ser gerenciado usando técnicas culturais, como rotação de culturas ou período de pousio. O estrume é usado tanto para a criação de gado onde a cultura alimentar está crescendo, como por pastagens rotativas intensivas manejadas, quanto pela aplicação de formulações secas ou líquidas de estrume em terras agrícolas ou pastagens.

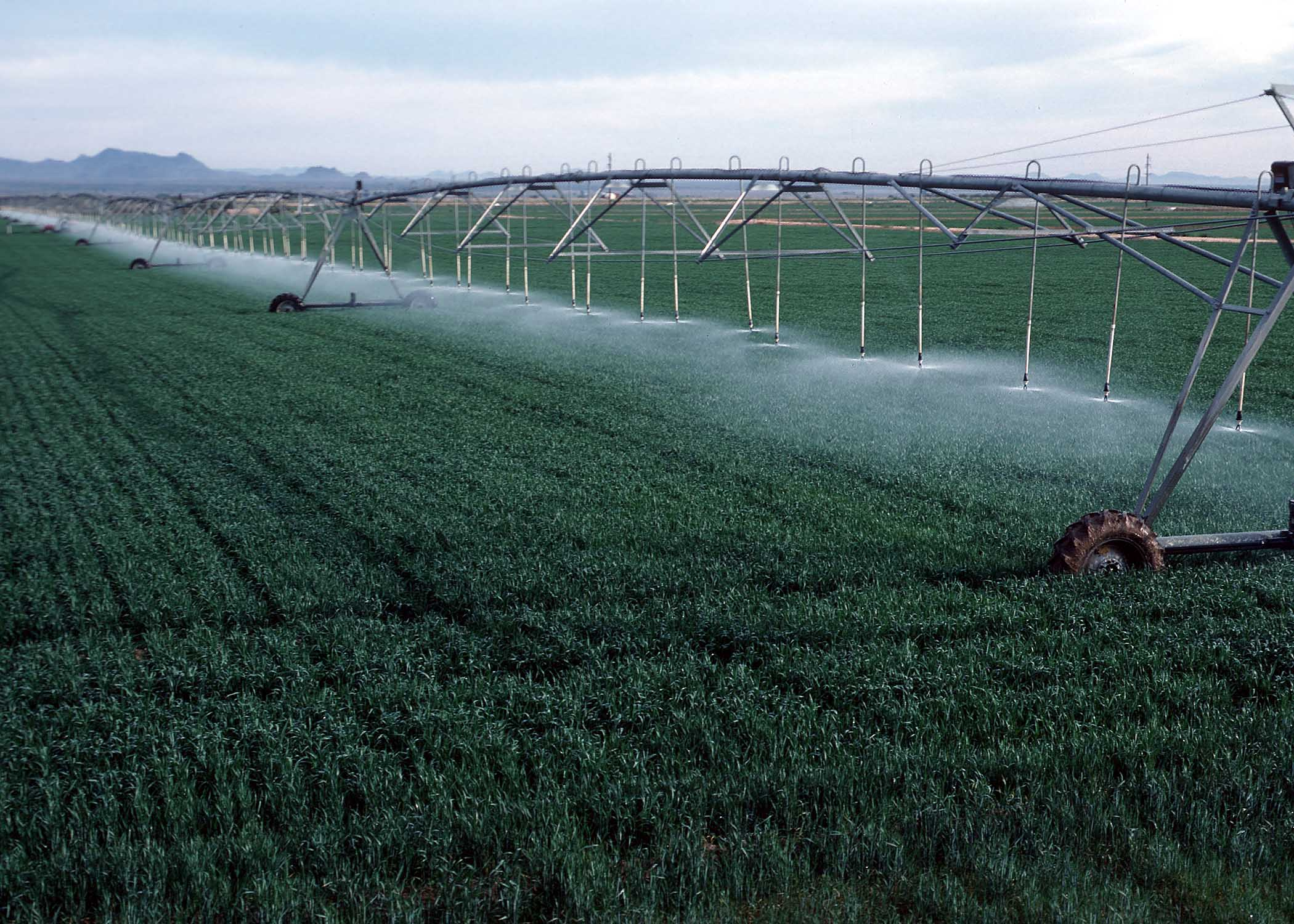
Um sistema de irrigação por pivô central

A gestão da água é necessária onde a precipitação é insuficiente ou variável, o que ocorre em algum grau na maioria das regiões do mundo. Alguns agricultores usam irrigação para complementar a chuva. Em outras áreas, como as Grandes Planícies nos Estados Unidos e Canadá, os agricultores usam um ano de pousio para conservar a umidade do solo para usar no cultivo de uma plantação no ano seguinte. A agricultura representa 70% do uso de água doce em todo o mundo.
De acordo com um relatório do International Food Policy Research Institute, as tecnologias agrícolas terão o maior impacto na produção de alimentos se adotadas em combinação umas com as outras; usando um modelo que avaliou como onze tecnologias poderiam impactar a produtividade agrícola, a segurança alimentar e o comércio até 2050, o International Food Policy Research Institute descobriu que o número de pessoas em risco de fome poderia ser reduzido em até 40% e os preços dos alimentos poderiam ser reduzidos quase pela metade.
O pagamento por serviços ecossistêmicos é um método de fornecer incentivos adicionais para incentivar os agricultores a conservar alguns aspectos do meio ambiente. As medidas podem incluir o pagamento de reflorestamento a montante de uma cidade, para melhorar o abastecimento de água doce.

### Efeitos das mudanças climáticas nos rendimentos

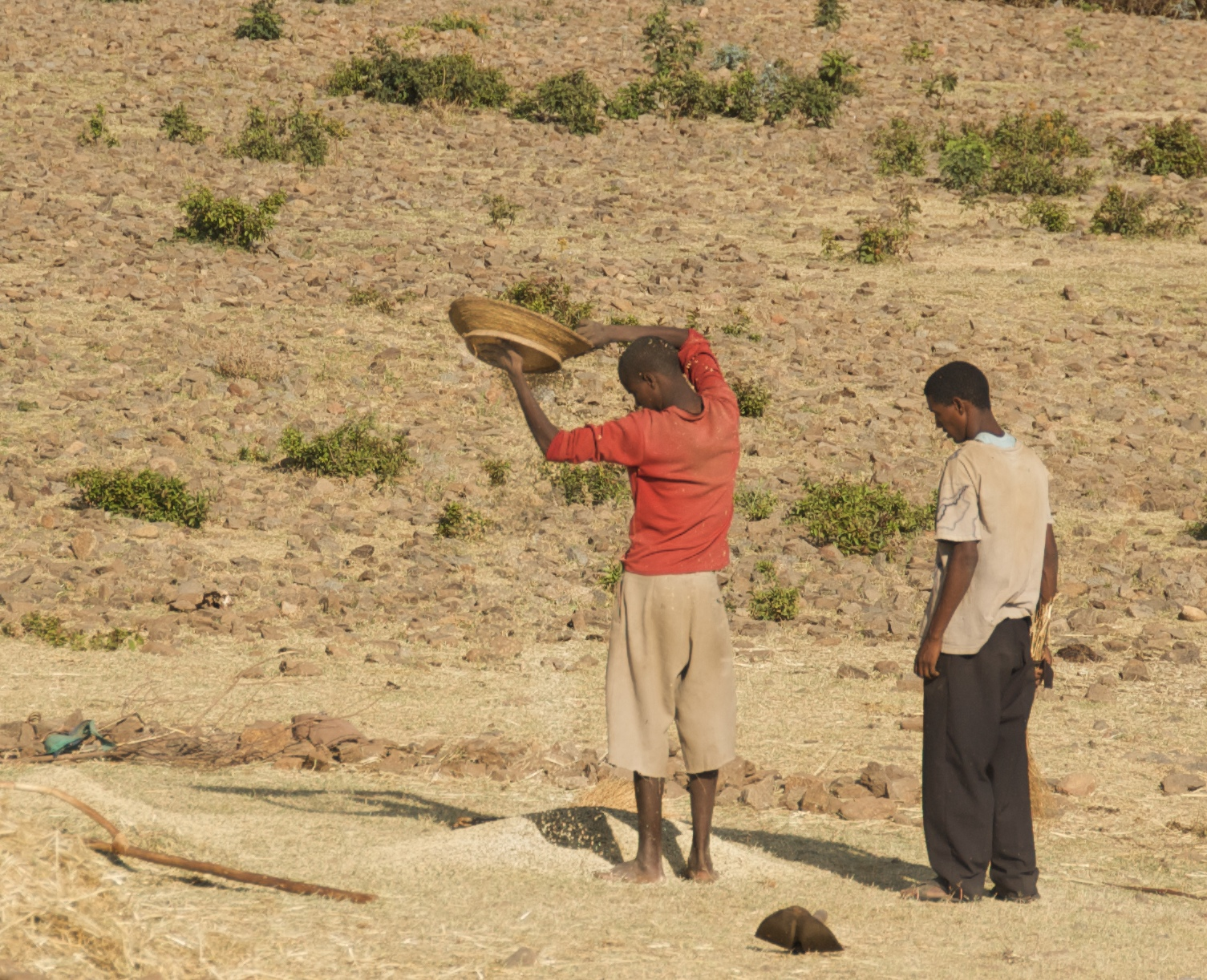
Joeirando grãos: o aquecimento global provavelmente prejudicará o rendimento das colheitas em países de baixa latitude como a Etiópia

As mudanças climáticas e a agricultura estão inter-relacionadas em escala global. O aquecimento global afeta a agricultura por meio de mudanças nas temperaturas médias, chuvas e extremos climáticos (como tempestades e ondas de calor); mudanças em pragas e doenças; mudanças nas concentrações atmosféricas de dióxido de carbono e ozônio troposférico; alterações na qualidade nutricional de alguns alimentos; e mudanças no nível do mar. O aquecimento global já está afetando a agricultura, com efeitos distribuídos de forma desigual pelo mundo. As mudanças climáticas futuras provavelmente afetarão negativamente a produção agrícola em países de baixa latitude, enquanto os efeitos nas latitudes do norte podem ser positivos ou negativos. O aquecimento global provavelmente aumentará o risco de insegurança alimentar para alguns grupos vulneráveis, como os pobres.

## Alteração de culturas e biotecnologia

### Melhoramento de plantas

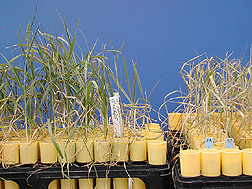
Cultivar de trigo tolerante a alta salinidade (esquerda) em comparação com variedade não tolerante

A alteração de culturas é praticada pela humanidade há milhares de anos, desde o início da civilização. A alteração de culturas por meio de práticas de reprodução altera a composição genética de uma planta para desenvolver culturas com características mais benéficas para os seres humanos, por exemplo, frutos ou sementes maiores, tolerância à seca ou resistência a pragas. Avanços significativos no melhoramento de plantas ocorreram após o trabalho do geneticista Gregor Mendel. Seu trabalho sobre alelos dominantes e recessivos, embora inicialmente amplamente ignorado por quase 50 anos, deu aos criadores de plantas uma melhor compreensão da genética e das técnicas de reprodução. O melhoramento de culturas inclui técnicas como seleção de plantas com características desejáveis, autopolinização e polinização cruzada, e técnicas moleculares que modificam geneticamente o organismo.
A domesticação de plantas, ao longo dos séculos, aumentou o rendimento, melhorou a resistência a doenças e a tolerância à seca, facilitou a colheita e melhorou o sabor e o valor nutricional das plantas cultivadas, o que acarretou enormes efeitos sobre as características das plantas cultivadas que, nas décadas de 1920 e 1930, melhoraram as pastagens (gramas e trevos) na Nova Zelândia. Extensos esforços de mutagênese induzida por raios X e ultravioleta (ou seja, engenharia genética primitiva) durante a década de 1950 produziram as variedades comerciais modernas de grãos, como trigo, milho (milho) e cevada.

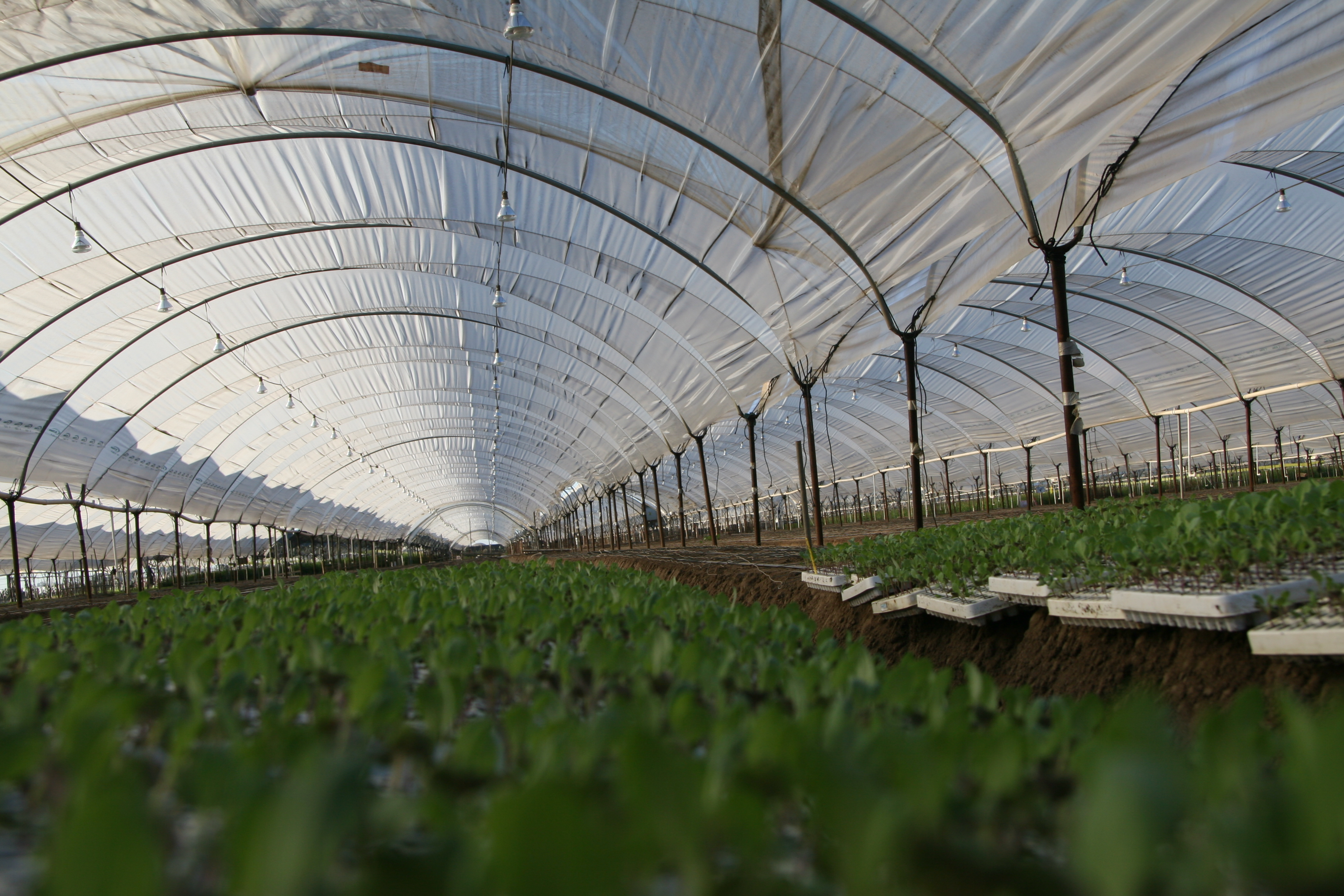
Mudas em uma casa verde. Isto é o que parece quando as mudas estão crescendo a partir do melhoramento de plantas

A Revolução Verde popularizou o uso da hibridização convencional para aumentar drasticamente o rendimento, criando "variedades de alto rendimento". Por exemplo, os rendimentos médios de milho nos Estados Unidos aumentaram de cerca de 2,5 toneladas por hectare (t/ha) em 1900 para cerca de 9,4 t/ha em 2001. Da mesma forma, a produtividade média mundial de trigo aumentou de menos de 1 t/ha em 1900 para mais de 2,5 t/ha em 1990. Os rendimentos médios de trigo na América do Sul estão em torno de 2 t/ha, na África abaixo de 1 t/ha, e no Egito e Arábia até 3,5 a 4 t/ha com irrigação. Em contraste, o rendimento médio de trigo em países como a França é superior a 8 t/ha. As variações nos rendimentos devem-se principalmente à variação climática, genética e ao nível de técnicas agrícolas intensivas (uso de fertilizantes, controle químico de pragas, controle de crescimento para evitar o acamamento).

### Engenharia genética

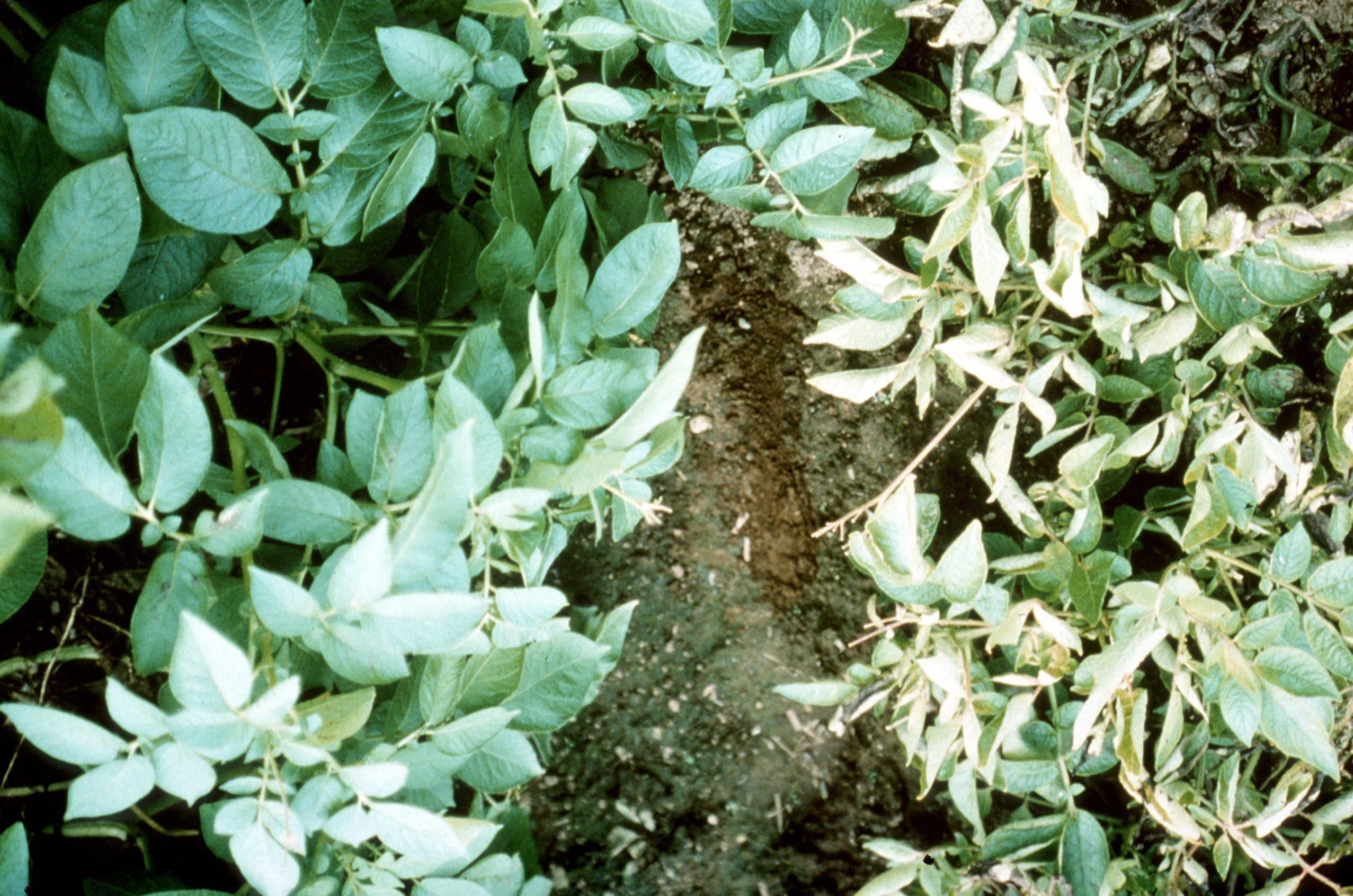
Plantas de batata geneticamente modificadas (esquerda) resistem a doenças virais que danificam plantas não modificadas (direita)

Organismos geneticamente modificados (OGM) são organismos cujo material genético foi alterado por técnicas de engenharia genética geralmente conhecidas como tecnologia de DNA recombinante. A engenharia genética expandiu os genes disponíveis para os criadores usarem na criação de linhas germinativas desejadas para novas culturas. Maior durabilidade, conteúdo nutricional, resistência a insetos e vírus e tolerância a herbicidas são alguns dos atributos criados em culturas por meio de engenharia genética. Para alguns, as culturas de OGM causam preocupações com a segurança alimentar e a rotulagem dos alimentos. Vários países impuseram restrições à produção, importação ou uso de alimentos e culturas OGM. Atualmente um tratado global, o Protocolo de Cartagena, regulamenta o comércio de OGMs. Há uma discussão em andamento sobre a rotulagem de alimentos feitos de OGMs e, embora a União Europeia atualmente exija que todos os alimentos OGMs sejam rotulados, os Estados Unidos não.
Sementes resistentes a herbicidas têm um gene implantado em seu genoma que permite que as plantas tolerem a exposição a herbicidas, incluindo o glifosato. Essas sementes permitem que o agricultor cultive uma cultura que pode ser pulverizada com herbicidas para controlar ervas daninhas sem prejudicar as plantas. Culturas tolerantes a herbicidas são usadas por agricultores em todo o mundo. Com o aumento do uso de culturas tolerantes a herbicidas, vem um aumento no uso de pulverizações de herbicidas à base de glifosato. Em algumas áreas, ervas daninhas resistentes ao glifosato se desenvolveram, fazendo com que os agricultores mudassem para outros herbicidas. Alguns estudos também vinculam o uso generalizado de glifosato a deficiências de ferro em algumas culturas, o que é tanto uma preocupação de produção quanto de qualidade nutricional, com potenciais implicações econômicas e de saúde.
Outros cultivos transgênicos usados pelos produtores incluem cultivos resistentes a insetos, que possuem um gene da bactéria do solo Bacillus thuringiensis (Bt), que produz uma toxina específica para insetos. Essas culturas resistem a danos por insetos. Alguns acreditam que características semelhantes ou melhores de resistência a pragas podem ser adquiridas por meio de práticas tradicionais de reprodução e a resistência a várias pragas pode ser obtida por meio de hibridização ou polinização cruzada com espécies selvagens. Em alguns casos, as espécies selvagens são a principal fonte de características de resistência; algumas cultivares de tomateiro que ganharam resistência a pelo menos 19 doenças o fizeram através do cruzamento com populações selvagens de tomateiro.

## Impacto ambiental

### Efeitos e custos

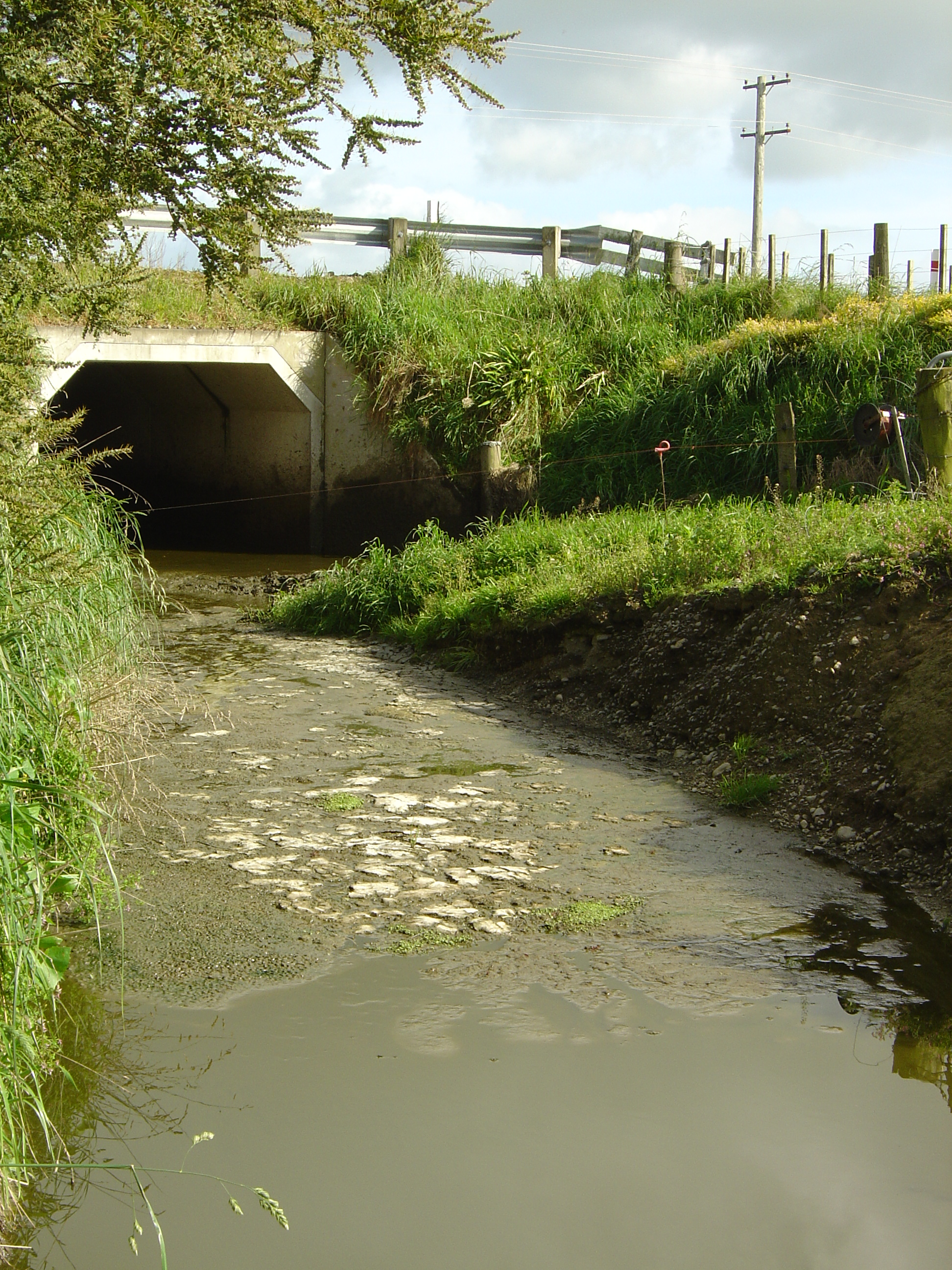
Poluição da água em um córrego rural devido ao escoamento da atividade agrícola na Nova Zelândia

A agricultura é tanto causadora quanto sensível à degradação ambiental, como perda de biodiversidade, desertificação, degradação do solo e aquecimento global, que causam diminuição no rendimento das culturas. A agricultura é um dos mais importantes impulsionadores de pressões ambientais, particularmente mudanças de habitat, mudanças climáticas, uso da água e emissões tóxicas. A agricultura é a principal fonte de toxinas liberadas no meio ambiente, incluindo inseticidas, principalmente os utilizados no algodão. O relatório de Economia Verde do PNUMA de 2011 afirmou que as operações agrícolas produziram cerca de 13% das emissões antropogênicas globais de gases de efeito estufa. Isso inclui gases do uso de fertilizantes inorgânicos, pesticidas agroquímicos e herbicidas, bem como insumos de energia de combustível fóssil.
A agricultura impõe múltiplos custos externos à sociedade por meio de efeitos como danos causados por pesticidas à natureza (especialmente herbicidas e inseticidas), escoamento de nutrientes, uso excessivo de água e perda do ambiente natural. Uma avaliação da agricultura no Reino Unido em 2000 determinou os custos externos totais para 1996 de 2.343 milhões de libras esterlinas, ou 208 libras por hectare. Uma análise de 2005 desses custos nos Estados Unidos concluiu que as terras agrícolas impõem aproximadamente 5 bilhões a 16 bilhões de dólares (30 a 96 dólares por hectare), enquanto a produção pecuária impõe 714 milhões de dólares. Ambos os estudos, que se concentraram apenas nos impactos fiscais, concluíram que mais deve ser feito para internalizar os custos externos. Nenhum deles incluiu subsídios em sua análise, mas observaram que os subsídios também influenciam o custo da agricultura para a sociedade.
A agricultura procura aumentar o rendimento e reduzir os custos. A produtividade aumenta com insumos como fertilizantes e remoção de patógenos, predadores e competidores (como ervas daninhas). Os custos diminuem com o aumento da escala das unidades agrícolas, como aumentar os campos, o que significa remover sebes, valas e outras áreas de habitat. Os pesticidas matam insetos, plantas e fungos. Essas e outras medidas reduziram a biodiversidade a níveis muito baixos em terras cultivadas intensivamente. Os rendimentos efetivos caem com as perdas na fazenda, que podem ser causadas por más práticas de produção durante a colheita, manuseio e armazenamento.

### Impacto do gado

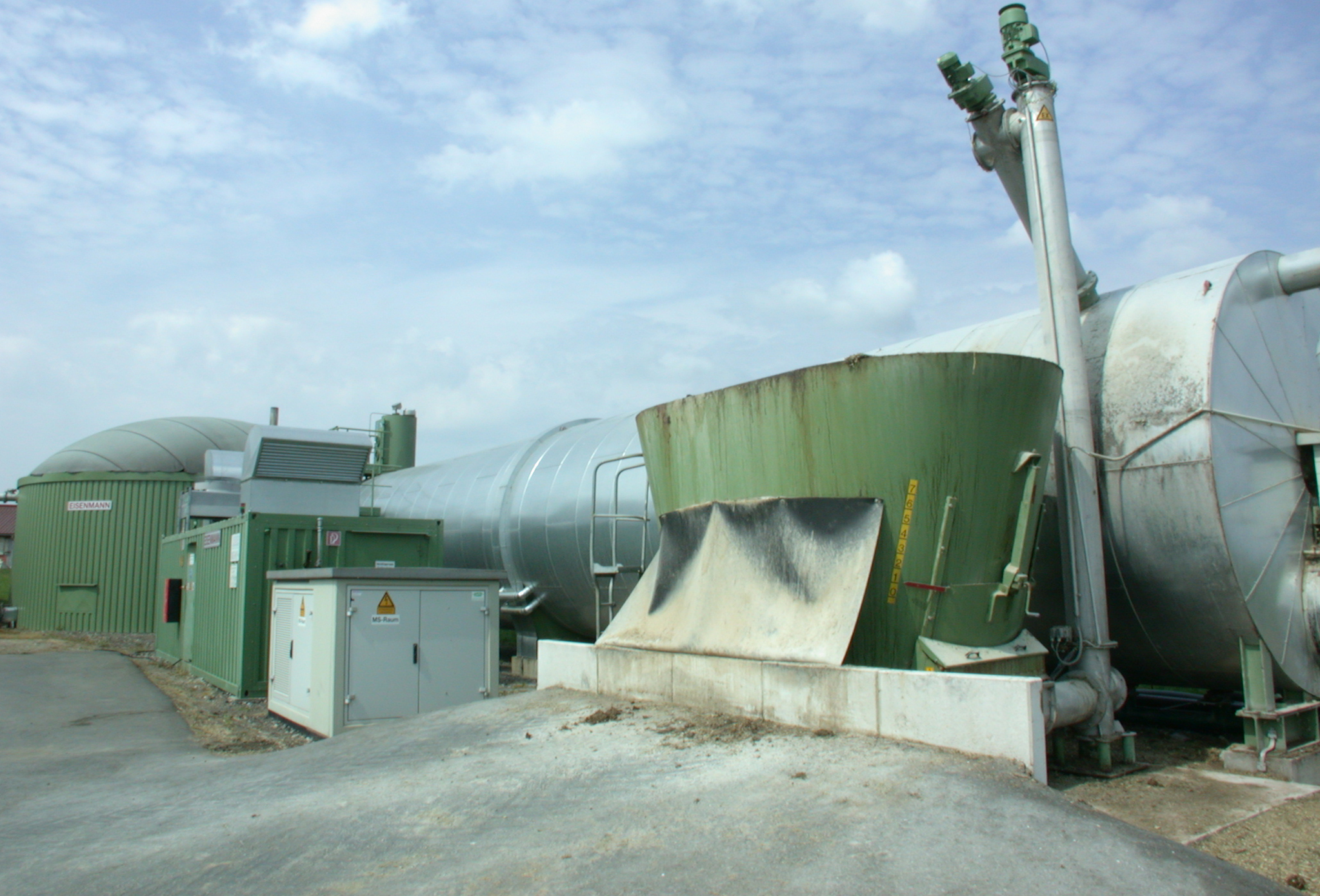
O digestor anaeróbico de curral converte resíduos vegetais e estrume do gado em combustível de biogás

Um alto funcionário da ONU, Henning Steinfeld, disse que "o gado é um dos contribuintes mais significativos para os problemas ambientais mais sérios de hoje". A pecuária ocupa 70% de todas as terras utilizadas para a agricultura, ou 30% da superfície terrestre do planeta. É uma das maiores fontes de gases de efeito estufa, responsável por 18% das emissões mundiais, medidos em equivalentes de CO2. Em comparação, todos os transportes emitem 13,5% do CO2. A pecuária produz 65% do óxido nitroso relacionado ao ser humano (que tem 296 vezes o potencial de aquecimento global do CO2) e 37% de todo o metano induzido pelo ser humano (que é 23 vezes mais aquecido que o CO2). Também gera 64% da emissão de amônia. A expansão da pecuária é citada como um fator chave que impulsiona o desmatamento; na bacia amazônica, 70% da área anteriormente florestada agora é ocupada por pastagens e o restante é usado para alimentação animal. Por meio do desmatamento e da degradação da terra, a pecuária também está promovendo reduções na biodiversidade. Além disso, o PNUMA afirma que “as emissões de metano da pecuária global devem aumentar em 60% até 2030 sob as práticas e padrões de consumo atuais”.

### Problemas de terra e água

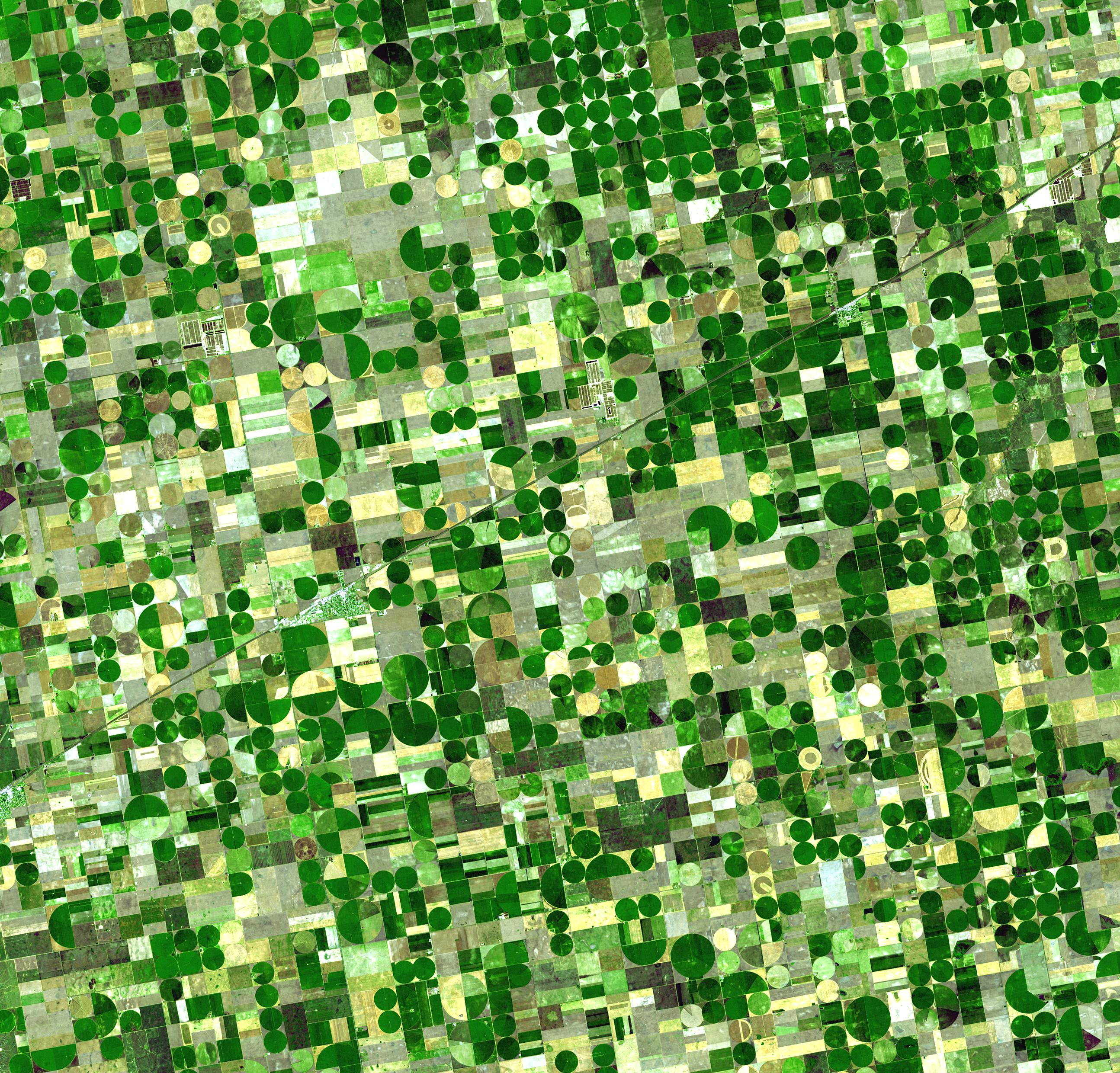
Campos de cultivo irrigados circulares no Kansas, Estados Unidos. As colheitas saudáveis e crescentes de milho e sorgo são verdes (o sorgo pode ser um pouco mais pálido). O trigo é dourado. Campos marrons foram recentemente colhidos e arados ou ficaram em pousio durante o ano

A transformação da terra, o uso da terra para produzir bens e serviços, é a forma mais substancial pela qual os humanos alteram os ecossistemas da Terra e é a força motriz que causa a perda de biodiversidade. As estimativas da quantidade de terra transformada por humanos variam de 39 a 50%. Estima-se que a degradação da terra, o declínio de longo prazo na função e produtividade do ecossistema, esteja ocorrendo em 24% da terra em todo o mundo, com terras agrícolas super-representadas. A gestão da terra é o fator determinante da degradação; 1,5 bilhão de pessoas dependem da terra em degradação. A degradação pode ser por desmatamento, desertificação, erosão do solo, esgotamento mineral, acidificação ou salinização.
A eutrofização, o enriquecimento excessivo de nutrientes nos ecossistemas aquáticos, resultando em proliferação de algas e anoxia, leva à morte de peixes, perda de biodiversidade e torna a água imprópria para consumo e outros usos industriais. A fertilização excessiva e a aplicação de estrume nas terras agrícolas, bem como as altas densidades de criação de gado, provocam o escoamento e a lixiviação de nutrientes (principalmente azoto e fósforo) das terras agrícolas. Esses nutrientes são os principais poluentes difusos que contribuem para a eutrofização dos ecossistemas aquáticos e a poluição das águas subterrâneas, com efeitos nocivos para as populações humanas. Os fertilizantes também reduzem a biodiversidade terrestre ao aumentar a competição por luz, favorecendo as espécies que podem se beneficiar dos nutrientes adicionados. A agricultura é responsável por 70% das retiradas de recursos de água doce. A agricultura é uma grande fonte de água dos aquíferos e atualmente extrai dessas fontes de água subterrâneas a uma taxa insustentável. Há muito se sabe que os aquíferos em áreas tão diversas quanto o norte da China, o Alto Ganges e o oeste dos EUA estão sendo esgotados, e novas pesquisas estendem esses problemas aos aquíferos do Irã, México e Arábia Saudita. Uma crescente pressão está sendo colocada sobre os recursos hídricos pela indústria e áreas urbanas, o que significa que a escassez de água está aumentando e a agricultura enfrenta o desafio de produzir mais alimentos para a crescente população mundial com recursos hídricos reduzidos. O uso agrícola da água também pode causar grandes problemas ambientais, incluindo a destruição de zonas úmidas naturais, a disseminação de doenças transmitidas pela água e a degradação da terra por meio da salinização e alagamentos, quando a irrigação é realizada incorretamente.

### Pesticidas

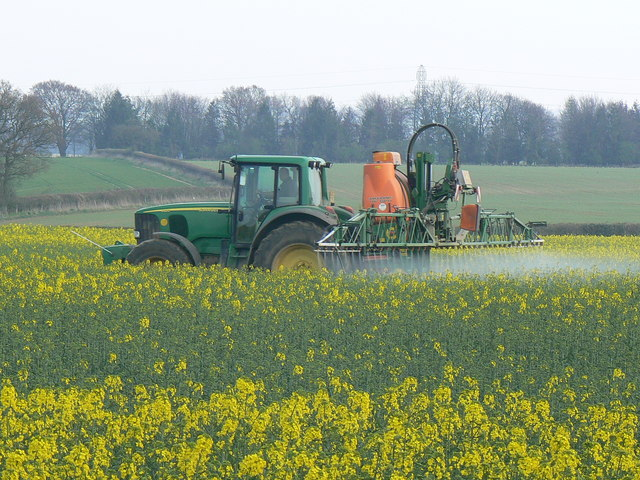
Pulverização de uma cultura agrícola com um pesticida

O uso de pesticidas aumentou desde 1950 para 2,5 milhões de toneladas anualmente em todo o mundo, mas a perda de colheita por pragas permaneceu relativamente constante. A Organização Mundial da Saúde estimou em 1992 que três milhões de intoxicações por agrotóxicos ocorrem anualmente, causando 220 mil mortes. Os pesticidas selecionam a resistência a pesticidas na população de pragas, levando a uma condição denominada "esteira de pesticidas", na qual a resistência a pragas garante o desenvolvimento de um novo pesticida.
Um argumento alternativo é que a maneira de "salvar o meio ambiente" e prevenir a fome é usando pesticidas e agricultura intensiva de alto rendimento, uma visão exemplificada por uma citação do site do Center for Global Food Issues: 'Crescer mais por acre deixa mais terra para natureza'. No entanto, os críticos argumentam que um trade-off entre o meio ambiente e a necessidade de alimentos não é inevitável e que os pesticidas simplesmente substituem as boas práticas agronômicas, como a rotação de culturas.

### Contribuições para as mudanças climáticas
A agricultura, e em particular a pecuária, é responsável pelas emissões de gases de efeito estufa, como CO2 e metano, e pela futura infertilidade da terra e pelo deslocamento da vida selvagem. A agricultura contribui para a mudança climática por meio de emissões antrópicas de gases de efeito estufa e pela conversão de terras não agrícolas, como florestas, para uso agrícola. A agricultura, a silvicultura e as mudanças no uso da terra contribuíram com cerca de 20 a 25% para as emissões globais anuais em 2010. Uma série de políticas pode reduzir o risco de impactos negativos das mudanças climáticas na agricultura, e as emissões de gases de efeito estufa do setor agrícola.

### Sustentabilidade

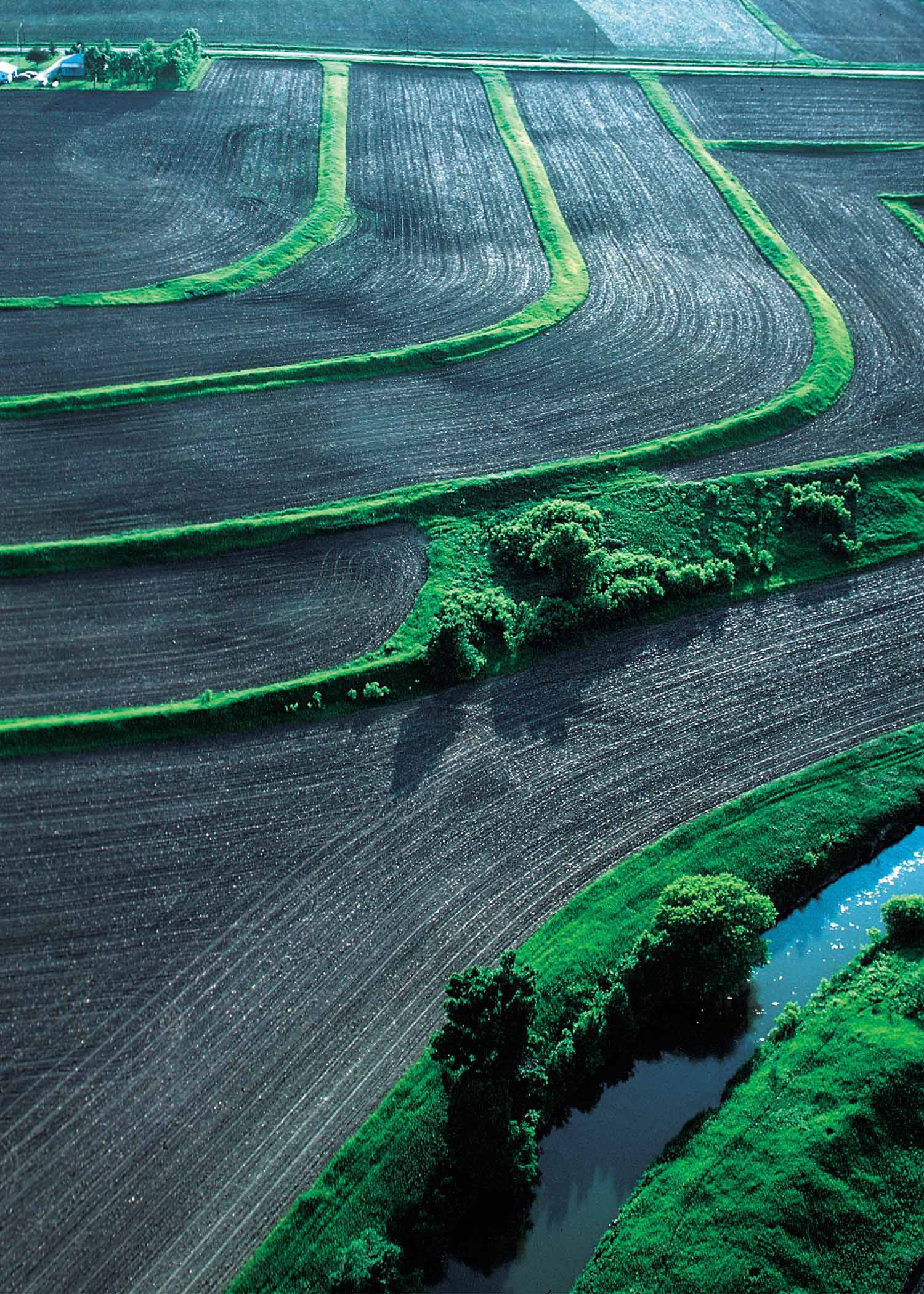
Terraços, lavoura de conservação e tampões de conservação reduzem a erosão do solo e a poluição da água nesta fazenda em Iowa, Estados Unidos

Os métodos agrícolas atuais resultaram em recursos hídricos sobrecarregados, altos níveis de erosão e redução da fertilidade do solo. Não há água suficiente para continuar a agricultura usando as práticas atuais; portanto, com recursos críticos de água, o uso de terra e ecossistemas para aumentar a produtividade das culturas deve ser algo a ser reconsiderado. Uma solução seria dar valor aos ecossistemas, reconhecendo as compensações ambientais e de subsistência e equilibrando os direitos de uma variedade de usuários e interesses. As iniquidades resultantes da adoção de tais medidas precisariam ser abordadas, como a realocação de água de pobres para ricos, a limpeza de terras para dar lugar a terras agrícolas mais produtivas ou a preservação de um sistema de zonas úmidas que limita os direitos de pesca.
Os avanços tecnológicos ajudam a fornecer aos agricultores ferramentas e recursos para tornar a agricultura mais sustentável. A tecnologia permite inovações como a lavoura de conservação, um processo agrícola que ajuda a prevenir a perda de terra por erosão, reduz a poluição da água e aumenta o sequestro de carbono. Outras práticas potenciais incluem agricultura de conservação, agrossilvicultura, pastoreio melhorado, conversão evitada de pastagens e biocarvão. As práticas atuais de monoculturas nos Estados Unidos impedem a adoção generalizada de práticas sustentáveis, como rotações de 2-3 culturas que incorporam grama ou feno com culturas anuais, a menos que metas de emissões negativas, como o sequestro de carbono do solo, se tornem políticas públicas.
O International Food Policy Research Institute afirma que as tecnologias agrícolas terão o maior impacto na produção de alimentos se adotadas em conjunto; usando um modelo que avaliou como onze tecnologias poderiam impactar a produtividade agrícola, a segurança alimentar e o comércio até 2050, o instituto descobriu que o número de pessoas em risco de fome poderia ser reduzido em até 40% e os preços dos alimentos poderiam ser reduzidos quase pela metade. A demanda de alimentos da população projetada da Terra, com as atuais previsões de mudanças climáticas, poderia ser satisfeita com a melhoria dos métodos agrícolas, expansão das áreas agrícolas e uma mentalidade de consumo orientada para a sustentabilidade.

### Dependência energética

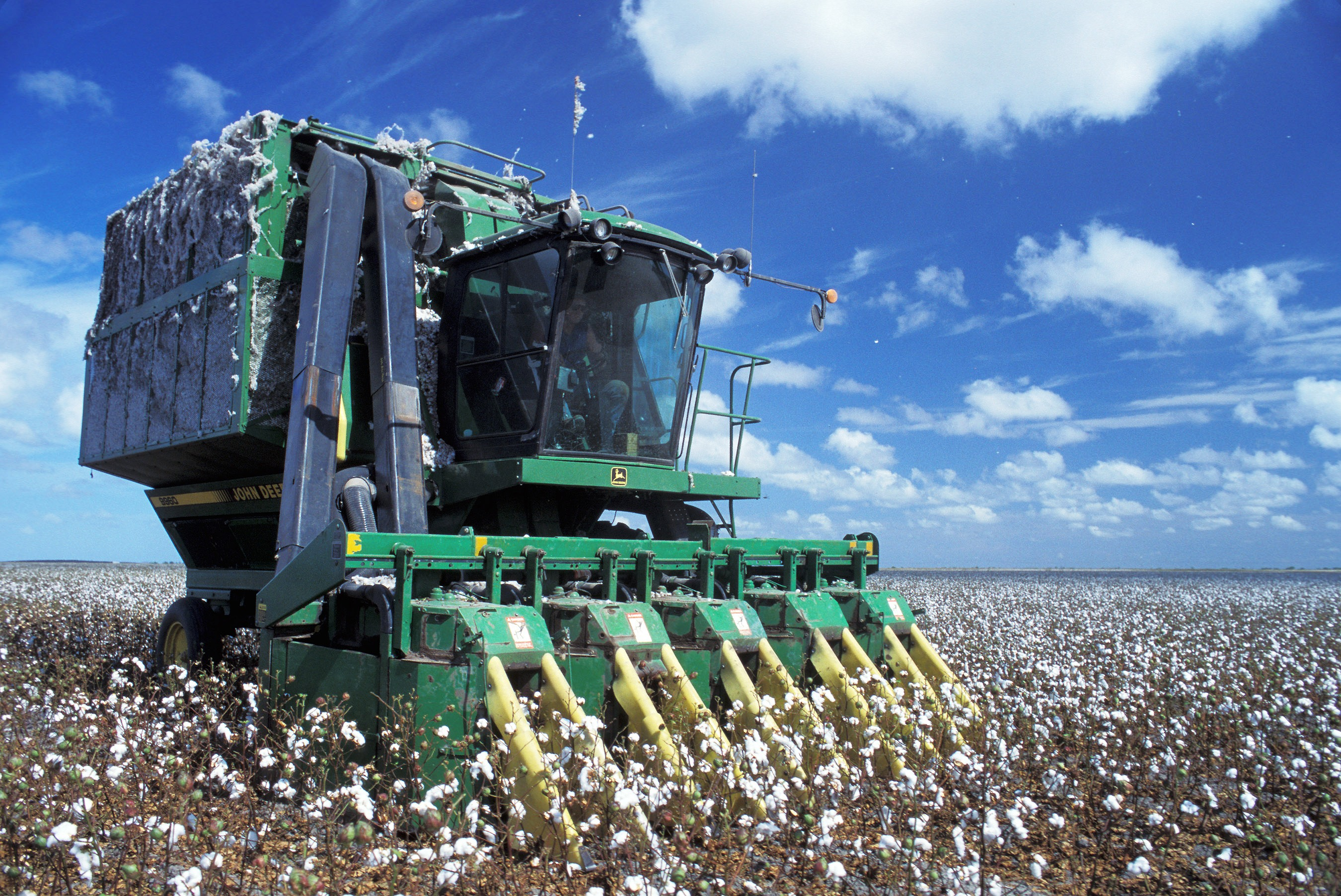
Agricultura mecanizada: desde os primeiros modelos na década de 1940, ferramentas como a colheitadeira de algodão podiam substituir 50 trabalhadores agrícolas, ao preço do aumento do uso de combustível fóssil

Desde a década de 1940, a produtividade agrícola aumentou dramaticamente, em grande parte devido ao aumento do uso de mecanização intensiva em energia, fertilizantes e pesticidas. A grande maioria dessa entrada de energia vem de fontes de combustíveis fósseis. Entre as décadas de 1960 e 1980, a Revolução Verde transformou a agricultura em todo o mundo, com a produção mundial de grãos aumentando significativamente (entre 70% e 390% para trigo e 60% a 150% para arroz, dependendo da área geográfica)  conforme a população mundial dobrava de tamanho. A forte dependência de produtos petroquímicos levantou preocupações de que a escassez de petróleo poderia aumentar os custos e reduzir a produção agrícola.
A agricultura industrial depende dos combustíveis fósseis de duas maneiras fundamentais: consumo direto na fazenda e fabricação de insumos utilizados na fazenda. O consumo direto inclui o uso de lubrificantes e combustíveis para operar veículos e máquinas agrícolas. O consumo indireto inclui a fabricação de fertilizantes, pesticidas e máquinas agrícolas. Em particular, a produção de fertilizantes nitrogenados pode representar mais da metade do uso de energia agrícola.
Juntos, o consumo direto e indireto das fazendas estadunidenses responde por cerca de 2% do uso de energia do país. O consumo de energia direta e indireta pelas fazendas dos Estados Unidos atingiu o pico em 1979 e, desde então, diminuiu gradualmente. Os sistemas alimentares abrangem não apenas a agricultura, mas também o processamento, embalagem, transporte, comercialização, consumo e descarte fora da fazenda de alimentos e itens relacionados a alimentos. A agricultura é responsável por menos de um quinto do uso de energia do sistema alimentar nos Estados Unidos.

### Poluição plástica

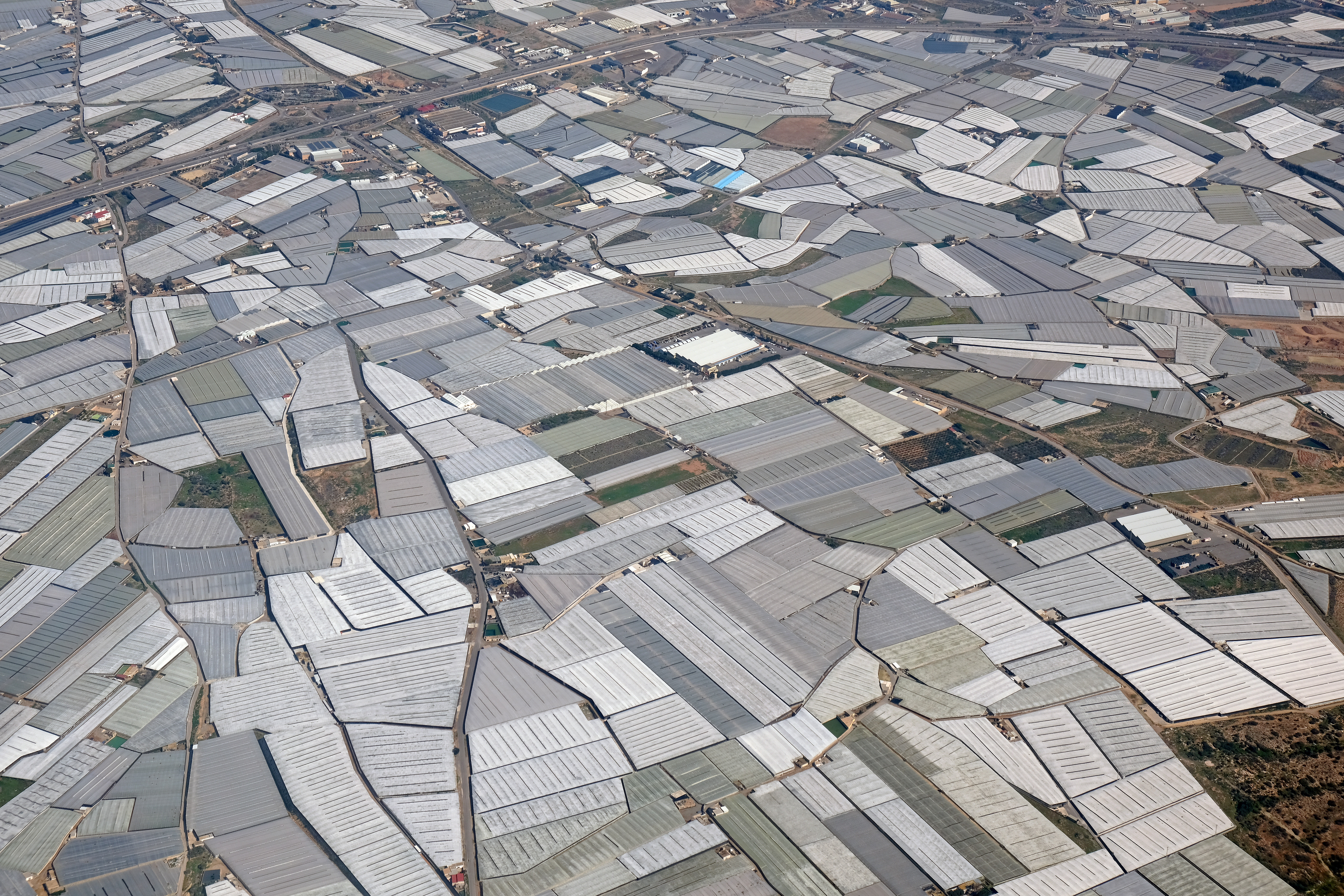
Vista aérea de estufas com coberturas de plástico perto de El Ejido, na Espanha

Os produtos plásticos são amplamente utilizados na agricultura, por exemplo, para aumentar o rendimento das culturas e melhorar a eficiência do uso de água e agroquímicos. Os produtos "agroplásticos" incluem películas para cobrir estufas e túneis, cobertura morta para cobrir o solo (por exemplo, para suprimir ervas daninhas, conservar água, aumentar a temperatura do solo e ajudar na aplicação de fertilizantes), pano de sombra, recipientes de pesticidas, bandejas de mudas, malha de proteção e tubos de irrigação. Os polímeros mais utilizados nesses produtos são polietileno de baixa densidade (LPDE), polietileno linear de baixa densidade (LLDPE), polipropileno (PP) e policloreto de vinila (PVC).
A quantidade total de plásticos usados na agricultura é difícil de quantificar. Um estudo de 2012 relatou que quase 6,5 milhões de toneladas por ano foram consumidas globalmente, enquanto um estudo posterior estimou que a demanda global em 2015 estava entre 7,3 milhões e 9 milhões de toneladas. O uso generalizado de coberturas de plástico e a falta de coleta e gerenciamento sistemáticos levaram à geração de grandes quantidades de resíduos. O intemperismo e a degradação eventualmente fazem com que a cobertura morta se fragmente. Esses fragmentos e pedaços maiores de plástico se acumulam no solo. O resíduo das coberturas foi medido em níveis de 50 a 260 kg por hectare no solo superficial em áreas onde a cobertura foi usada por mais de 10 anos, o que confirma que a cobertura plástica é uma das principais fontes de contaminação microplástica e macroplástica do solo.
Plásticos agrícolas, especialmente filmes plásticos, não são fáceis de reciclar devido aos altos níveis de contaminação (até 40-50% em peso de contaminação por pesticidas, fertilizantes, solo e detritos, vegetação úmida, água de caldo de silagem e estabilizadores UV) e dificuldades de coleta. Por isso, muitas vezes são enterrados ou abandonados em campos e cursos d'água ou queimados. Essas práticas de descarte levam à degradação do solo e podem resultar em contaminação de solos e vazamento de microplásticos no ambiente marinho como resultado do escoamento da precipitação e da lavagem das marés. Além disso, aditivos no filme plástico residual (como estabilizadores UV e térmicos) podem ter efeitos deletérios no crescimento das culturas, estrutura do solo, transporte de nutrientes e níveis de sal. Existe o risco de que a cobertura de plástico deteriore a qualidade do solo, esgote os estoques de matéria orgânica do solo, aumente a repelência à água do solo e emita gases de efeito estufa. Os microplásticos liberados pela fragmentação de plásticos agrícolas podem absorver e concentrar contaminantes capazes de passar pela cadeia trófica.

## Disciplinas

### Economia agrícola

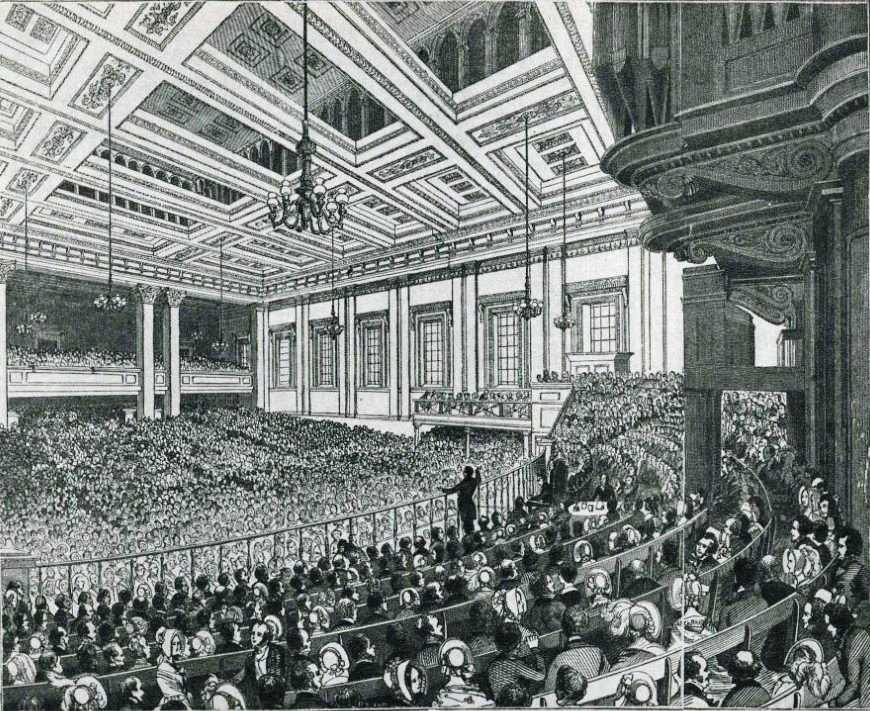
No Reino Unido do século XIX, as protecionistas leis do milho levaram a preços altos e protestos generalizados, como esta reunião de 1846 da Liga Anti-Lei do Milho

A economia agrícola é a economia no que se refere à "produção, distribuição e consumo de bens e serviços agrícolas". A combinação da produção agrícola com as teorias gerais de marketing e negócios como disciplina de estudo começou no final do século XIX e cresceu significativamente ao longo do século XX. Embora o estudo da economia agrícola seja relativamente recente, as principais tendências na agricultura afetaram significativamente as economias nacionais e internacionais ao longo da história, desde fazendeiros arrendatários e meeiros no sul dos Estados Unidos pós-Guerra Civil até o sistema feudal europeu de senhorialismo. Nos Estados Unidos e em outros lugares, os custos dos alimentos atribuídos ao processamento, distribuição e comercialização agrícola de alimentos, às vezes chamados de cadeia de valor, aumentaram enquanto os custos atribuídos à agricultura diminuíram, o que está relacionado à maior eficiência da agricultura, combinada com o aumento do nível de agregação de valor (por exemplo, produtos mais processados) proporcionado pela cadeia de suprimentos. A concentração de mercado também aumentou no setor e, embora o efeito total disso seja provavelmente o aumento da eficiência, as mudanças redistribuem o excedente econômico de produtores (agricultores) e consumidores, e podem ter implicações negativas para as comunidades rurais.
As políticas governamentais nacionais podem alterar significativamente o mercado econômico dos produtos agrícolas, na forma de tributação, subsídios, tarifas e outras medidas. Desde pelo menos a década de 1960, uma combinação de restrições comerciais, políticas cambiais e subsídios afetaram os agricultores tanto no mundo em desenvolvimento quanto no desenvolvido. Na década de 1980, agricultores não subsidiados em países em desenvolvimento sofreram efeitos adversos de políticas nacionais que criaram preços globais artificialmente baixos para produtos agrícolas. Entre meados dos anos 1980 e início dos anos 2000, vários acordos internacionais limitaram tarifas agrícolas, subsídios e outras restrições comerciais.
No entanto, desde 2009, ainda havia uma quantidade significativa de distorção causada por políticas nos preços globais de produtos agrícolas. Os três produtos agrícolas com maior distorção comercial foram açúcar, leite e arroz, principalmente devido à tributação. Entre as oleaginosas, o gergelim teve a maior tributação, mas, em geral, grãos para alimentação animal e oleaginosas tiveram níveis de tributação muito mais baixos do que os produtos pecuários. Desde a década de 1980, as distorções causadas por políticas têm visto uma diminuição maior entre os produtos pecuários do que as culturas durante as reformas mundiais na política agrícola. Apesar desse progresso, certas culturas, como o algodão, ainda recebem subsídios nos países desenvolvidos deflacionando artificialmente os preços globais, o que causa dificuldades nos países em desenvolvimento com agricultores não subsidiados. As commodities não processadas, como milho, soja e gado, geralmente são classificadas para indicar qualidade, afetando o preço que o produtor recebe. As commodities são geralmente relatadas por quantidades de produção, como volume, número ou peso.

### Ciências agrícolas

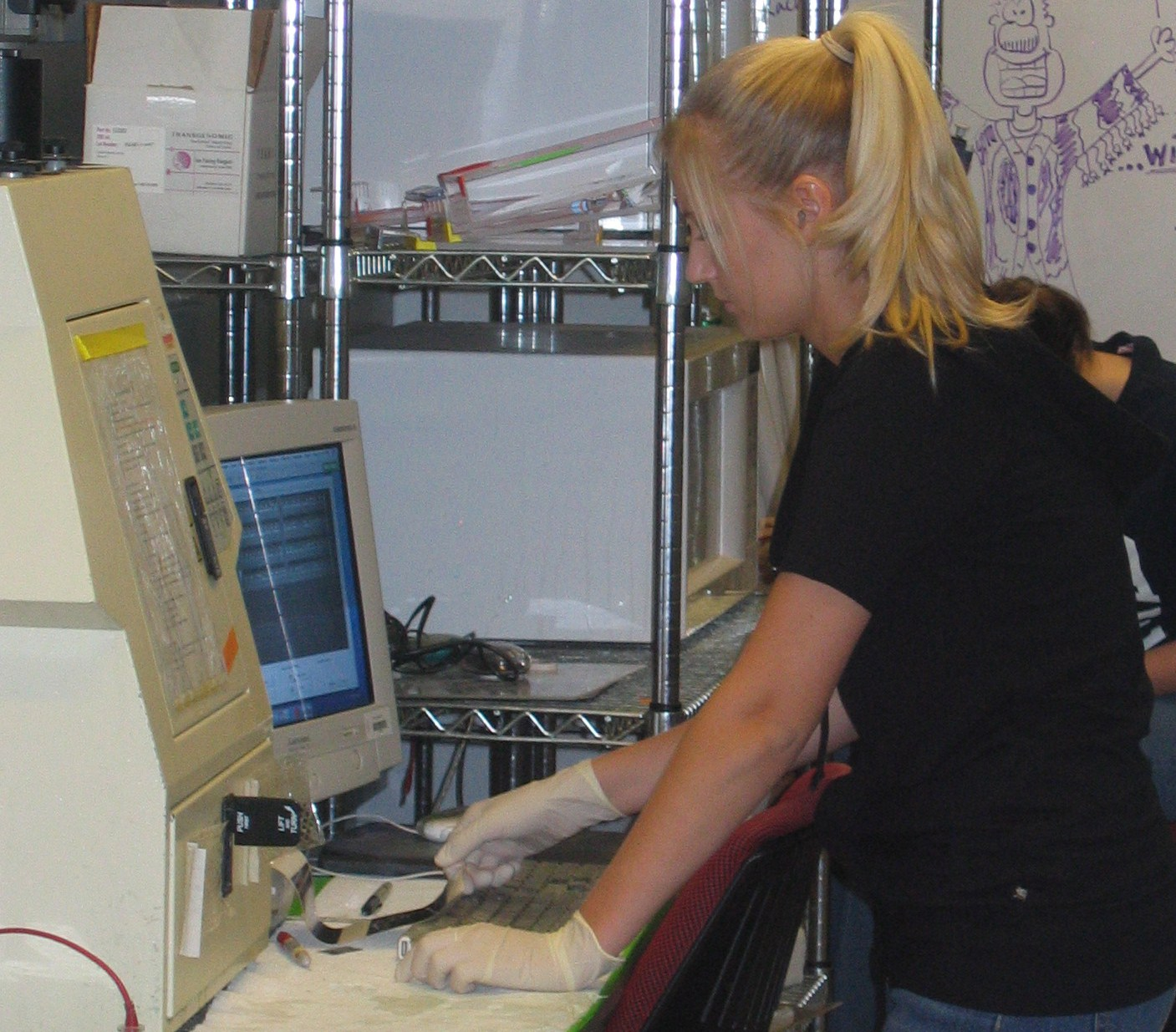
Uma agrônoma mapeando o genoma de uma planta

A ciência agrária é um amplo campo multidisciplinar da biologia que abrange as partes das ciências exatas, naturais, econômicas e sociais usadas na prática e compreensão da agricultura. Abrange tópicos como agronomia, melhoramento e genética de plantas, fitopatologia, modelagem de culturas, ciência do solo, entomologia, técnicas de produção e melhoramento, estudo de pragas e seu manejo e estudo de efeitos ambientais adversos, como degradação do solo, gerenciamento de resíduos e biorremediação.
O estudo científico da agricultura começou no século XVIII, quando Johann Friedrich Mayer realizou experimentos sobre o uso de gesso (sulfato de cálcio hidratado) como fertilizante. A pesquisa tornou-se mais sistemática quando, em 1843, John Bennet Lawes e Henry Gilbert iniciaram um conjunto de experimentos de campo de agronomia de longo prazo na Estação de Pesquisa Rothamsted, na Inglaterra; alguns deles, como o Park Grass Experiment, ainda estão em execução. Na América, o Hatch Act de 1887 forneceu financiamento para o que foi o primeiro a chamar de "ciência agrícola", impulsionado pelo interesse dos agricultores em fertilizantes. Em entomologia agrícola, o USDA começou a pesquisar o controle biológico em 1881; instituiu seu primeiro grande programa em 1905, buscando na Europa e no Japão inimigos naturais da mariposa-cigana e da mariposa Euproctis chrysorrhoea, estabelecendo parasitóides (como vespas solitárias) e predadores de ambas as pragas nos EUA.

## Política
| produtos       | Subvenção |
| -------------- | --------- |
| Carne e vitela | 18,0      |
| Leite          | 15,3      |
| Porcos         | 7.3       |
| Aves           | 6,5       |
| Soja           | 2.3       |
| Ovos           | 1,5       |
| Ovelha         | 1,1       |

A política agrícola é o conjunto de decisões e ações governamentais relativas à agricultura nacional e às importações de produtos agrícolas estrangeiros. Os governos geralmente implementam políticas agrícolas com o objetivo de alcançar um resultado específico em seus mercados domésticos. Alguns temas abrangentes incluem gerenciamento de risco e ajuste (incluindo políticas relacionadas a mudanças climáticas, segurança alimentar e desastres naturais), estabilidade econômica (incluindo políticas relacionadas a impostos), recursos naturais e sustentabilidade ambiental (especialmente política de água), pesquisa e desenvolvimento e mercado acesso para commodities domésticas (incluindo relações com organizações globais e acordos com outros países). A política agrícola também pode tocar na qualidade dos alimentos, garantindo que o abastecimento de alimentos seja de qualidade consistente e conhecida, segurança alimentar, garantindo que o abastecimento de alimentos atenda às necessidades da população e conservação. Os programas de políticas podem variar de programas financeiros, como subsídios, a incentivar os produtores a se inscreverem em programas voluntários de garantia de qualidade.
Há muitas influências na criação de uma política agrícola, incluindo consumidores, agronegócios, lobbies comerciais e outros grupos. Os interesses do agronegócio têm grande influência na formulação de políticas, na forma de lobby e contribuições de campanha. Grupos de ação política, incluindo aqueles interessados em questões ambientais e sindicatos, também exercem influência, assim como organizações de lobby que representam commodities agrícolas individuais. A FAO lidera os esforços internacionais para derrotar a fome e fornece um fórum para a negociação de regulamentos e acordos agrícolas globais. Samuel Jutzi, diretor da divisão de produção e saúde animal da FAO, afirma que o lobby de grandes corporações interrompeu as reformas que melhorariam a saúde humana e o meio ambiente. Por exemplo, propostas em 2010 para um código de conduta voluntário para a indústria pecuária que teria fornecido incentivos para melhorar os padrões de saúde e regulamentos ambientais, como o número de animais que uma área de terra pode suportar sem danos a longo prazo, foram derrotados com sucesso devido à pressão da grande empresa de alimentos.